# Energia geotermica

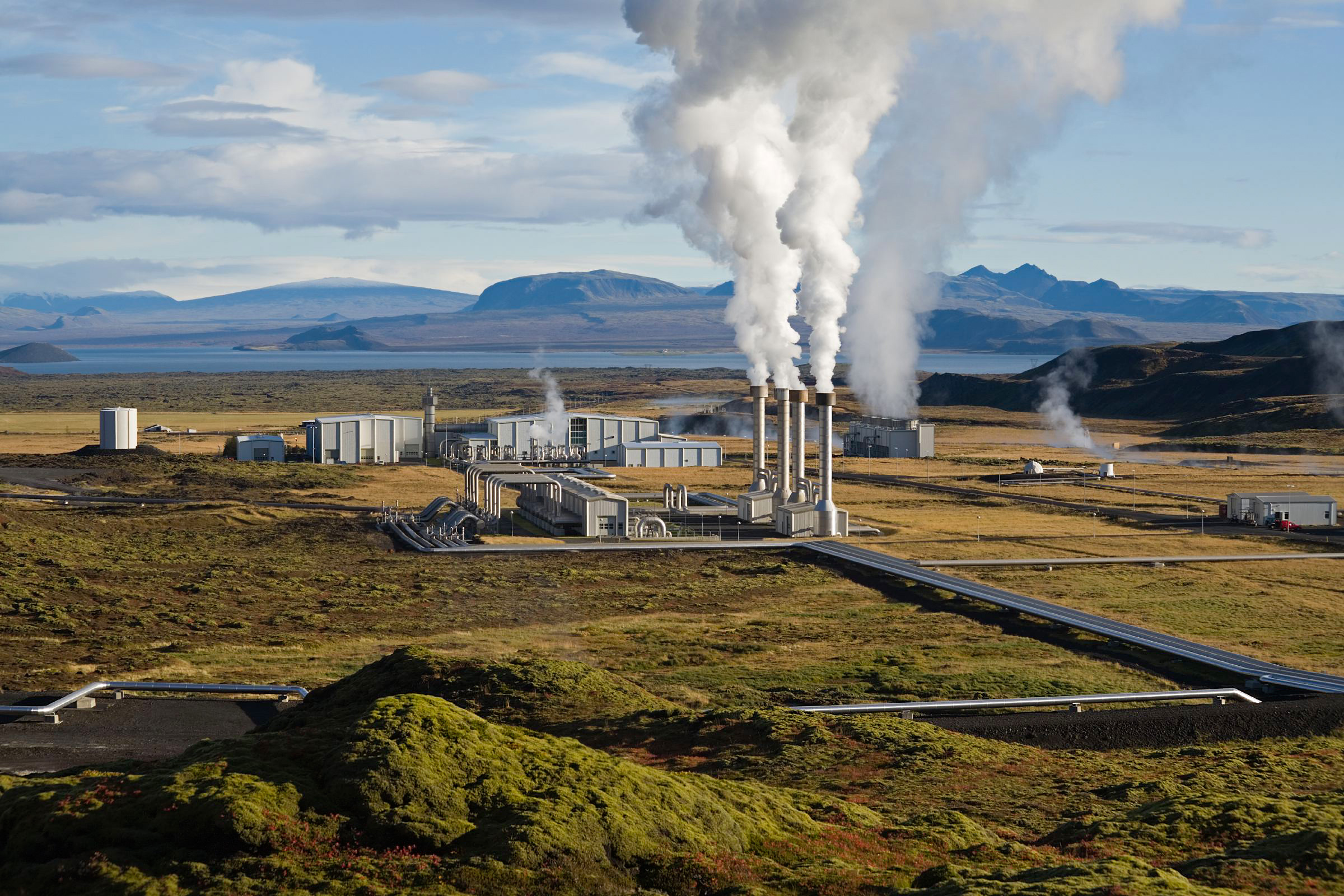
Impianto ad energia geotermica di Nesjavellir in Islanda, che fornisce acqua calda all'area di Reykjavík

L'energia geotermica è la forma di energia ottenibile dal calore proveniente da fonti geologiche presenti nel sottosuolo; si tratta di una forma di energia alternativa e rinnovabile.
Si basa sullo sfruttamento del calore naturale del pianeta Terra, dovuto all'energia termica rilasciata dai processi di decadimento nucleare naturale degli elementi radioattivi quali uranio, torio e potassio, contenuti naturalmente nelle rocce presenti all'interno della Terra (nucleo, mantello e crosta terrestre): il calore generato da tali processi fa sì che la temperatura aumenti con la profondità, a partire dalla superficie terrestre verso il centro della terra, secondo un gradiente geotermico variabile in funzione dei tipi di rocce in posto e delle strutture geologiche presenti. Si tratta di un'energia sempre presente e sfruttabile, indipendentemente dalle condizioni meteorologiche sia a breve che a lunga durata del luogo in cui viene sfruttata e non presenta i fenomeni di ciclicità giornaliera e stagionale tipici dell'energia solare.
Grazie alla peculiarità della geotermia, questa energia può essere utilizzata sia come fonte di produzione di energia elettrica che direttamente come fonte di calore, secondo il processo della cogenerazione. Fu utilizzata per la prima volta per la produzione di elettricità il 4 luglio 1904, in Italia, ad opera del principe Piero Ginori Conti, il quale sperimentò il primo generatore geotermico a Larderello, in Toscana, in seguito furono create delle vere e proprie centrali geotermiche.
Costituisce oggi meno dell'1% della produzione mondiale di energia; tuttavia, uno studio pubblicato nel 2011 dal Massachusetts Institute of Technology afferma che la potenziale energia geotermica contenuta sul nostro pianeta si aggira attorno ai 12 600 000 ZJoule e che con le attuali tecnologie sarebbe possibile utilizzarne solamente 2 000 ZJ e, dato che il consumo mondiale di energia ammonta a un totale di 0,5 ZJ all'anno, la sola energia geotermica potrebbe teoricamente soddisfare il fabbisogno energetico planetario per i prossimi 4 000 anni.

## Storia

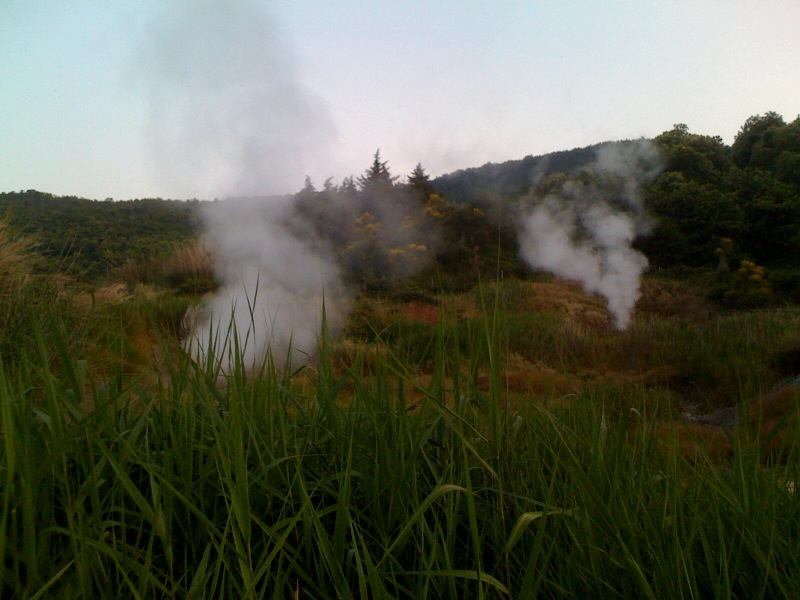
Manifestazioni geotermali a Sasso Pisano

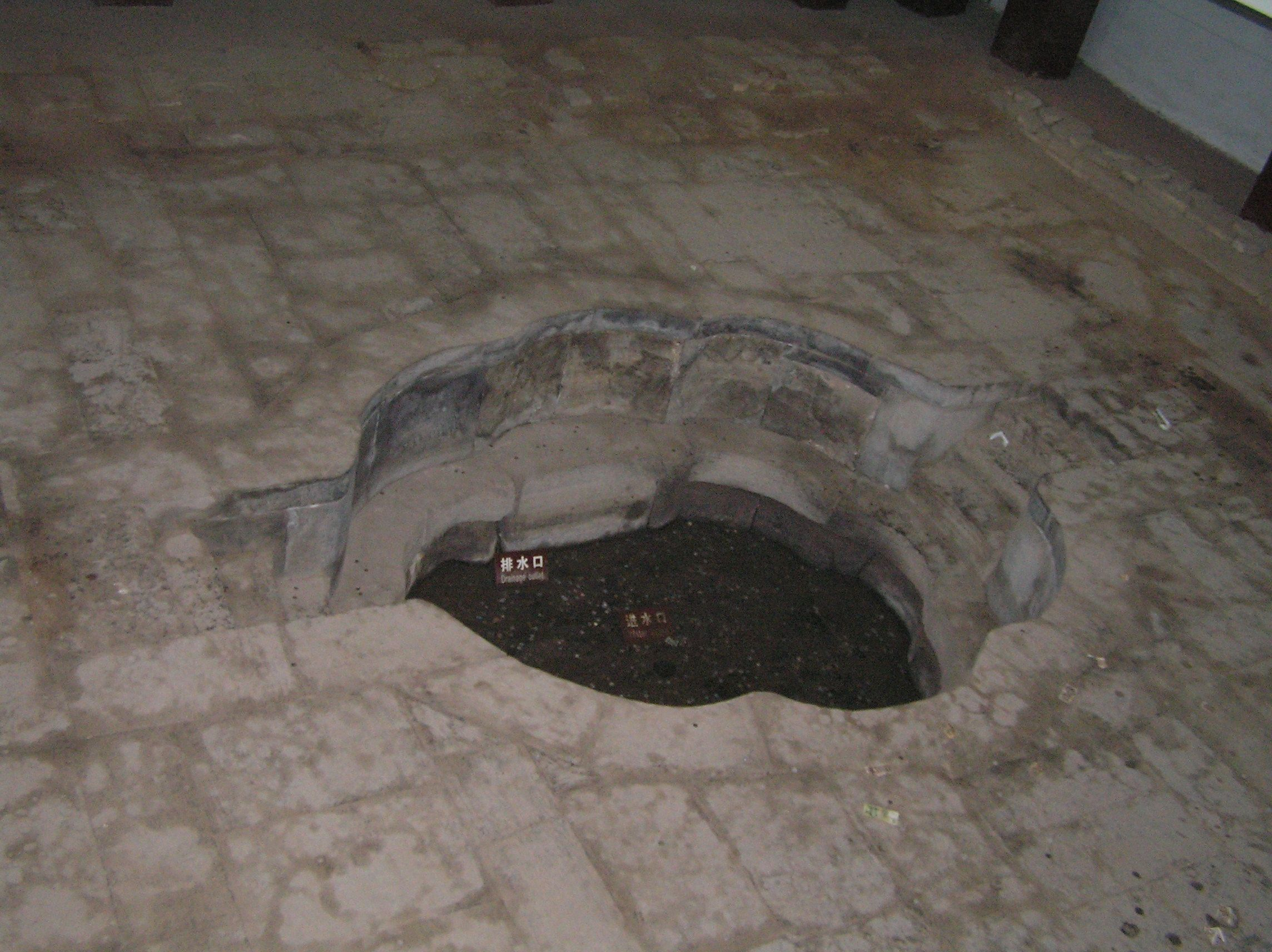
La più antica piscina ancor oggi in uso, alimentata da una sorgente calda, costruita durante la dinastia Qin nel III secolo a.C.

Le sorgenti calde sono state utilizzate per la balneazione almeno fin dal Paleolitico. Tra i centri termali più antichi conosciuti vi sono le terme etrusche del complesso di Sasso Pisano a Castelnuovo di Val di Cecina di epoca ellenica e una piscina in pietra in Cina sulla montagna Lisan costruita durante la dinastia Qin nel III secolo a.C., nello stesso luogo in cui il palazzo Huaqing Chi fu poi costruito. Nel primo secolo d.C., i Romani conquistarono Aquae Sulis, ora Bath, nel Somerset in Inghilterra e utilizzarono le sue sorgenti calde per alimentare i bagni pubblici e il riscaldamento a pavimento. Il pagamento per l'ingresso a questi bagni rappresenta probabilmente il primo utilizzo commerciale dell'energia geotermica. Il sistema più antico di riscaldamento geotermico per un quartiere è stato installato a Chaudes-Aigues, Francia ed è divenuto operativo nel XIV secolo. Il primo sfruttamento industriale avvenne nel 1827 con l'uso del vapore di una fumarola per estrarre l'acido borico dai suoi fluidi idrotermali associati, presso Larderello, in Italia.
Nel 1892, il primo sistema di teleriscaldamento statunitense a Boise, Idaho fu alimentato direttamente da energia geotermica ed è stato copiato a Klamath Falls, Oregon nel 1900. Un profondo pozzo geotermico è stato usato per riscaldare le serre in Boise nel 1926 e geyser sono stati utilizzati per riscaldare le serre in Islanda e in Toscana circa nello stesso periodo. Charlie Lieb sviluppò il primo scambiatore di calore in fondo ad un pozzo nel 1930 per riscaldare la propria casa. Il vapore e l'acqua calda dal geyser iniziarono ad essere utilizzati per il riscaldamento domestico in Islanda a partire dal 1943.

Capacità elettrica geotermica mondiale. La linea rossa superiore è la capacità installata, la linea verde inferiore misura la produzione.

Nel XX secolo, la domanda di energia elettrica ha portato a considerare la geotermia come fonte di generazione. Il principe Piero Ginori Conti sperimentò il primo generatore geotermico il 4 luglio 1904, presso lo stesso campo di Larderello dove era iniziata l'estrazione degli acidi da geotermia. Questo esperimento portò all'accensione di cinque lampadine. Più tardi, nel 1911, in quel posto è stato costruito il primo impianto geotermico commerciale del mondo, il cui successo provò la fattibilità dell'utilizzo dell'energia geotermica per un utilizzo industriale. Lo sviluppo a Larderello proseguì e nel 1942 i suoi impianti arrivarono ad una capacità di 128 MWe. Fino al 1958 questo è stato il primo impianto di produzione industriale al mondo di energia elettrica geotermica, fino a quando la Nuova Zelanda ne costruì uno nel 1958. Nel 2012 essa ha prodotto circa 594 megawattora. Inoltre fino agli anni '40 del secolo XIX il vapore a bassa pressione prelevato nell'area di Larderello era utilizzato per riscaldamento di abitazioni, serre e edifici industriali
Lord Kelvin inventò la pompa di calore nel 1852 e Heinrich Zoelly brevettò, nel 1912, l'idea di usarla per estrarre calore dalla terra. Ma ciò non è stato realizzato fino alla fine del 1940 quando la pompa di calore geotermica è stata prodotta con successo. La prima era probabilmente un sistema di 2,2 kW a scambio diretto fatto in casa di Robert C. Webber, ma le fonti non concordano il momento esatto della sua invenzione. J. Donald Kroeker progettò la prima pompa di calore geotermica commerciale per riscaldare l'edificio del Commonwealth (Portland, Oregon).
Il secondo Paese a perforare pozzi geotermici fu il Giappone nel 1919, seguito dagli USA nel 1929 con l'impianto californiano di Geysers, quindi nel 1958 un piccolo impianto geotermale fu costruito in Nuova Zelanda, seguito l'anno dopo da uno in Messico, e dal 1960 da altri impianti sparsi nel mondo, principalmente negli Stati Uniti.
Il professor Carl Nielsen, dell'Ohio State University, ha realizzato la prima versione residenziale ad anello aperto nella sua casa nel 1948. La tecnologia è diventata popolare in Svezia, a seguito della crisi petrolifera del 1973, ed è cresciuta lentamente in tutto il mondo da allora. Lo sviluppo del tubo di polibutilene, avvenuto nel 1979, aumentò notevolmente la redditività della pompa di calore.
Nel 1960 la Pacific Gas and Electric mise in funzione la prima centrale geotermica elettrica di successo negli Stati Uniti, presso "The Geysers" in California. La turbina originale è durata per più di 30 anni e produceva 11 MW di potenza netta.
La centrale a ciclo binario è stata presentata per la prima volta nel 1967 in Unione Sovietica e successivamente fu introdotta negli Stati Uniti nel 1981. Questa tecnologia permette la generazione di energia elettrica da fonti a temperatura molto più bassa rispetto al passato. Nel 2006, un impianto a ciclo binario in Chena Hot Springs, Alaska, è divenuto operativo per la produzione di energia elettrica da una bassa temperatura del fluido record di 57 °C.
Nel 2008 erano attivi circa 500 impianti geotermici nel mondo.

## Descrizione

### Principio geotermico

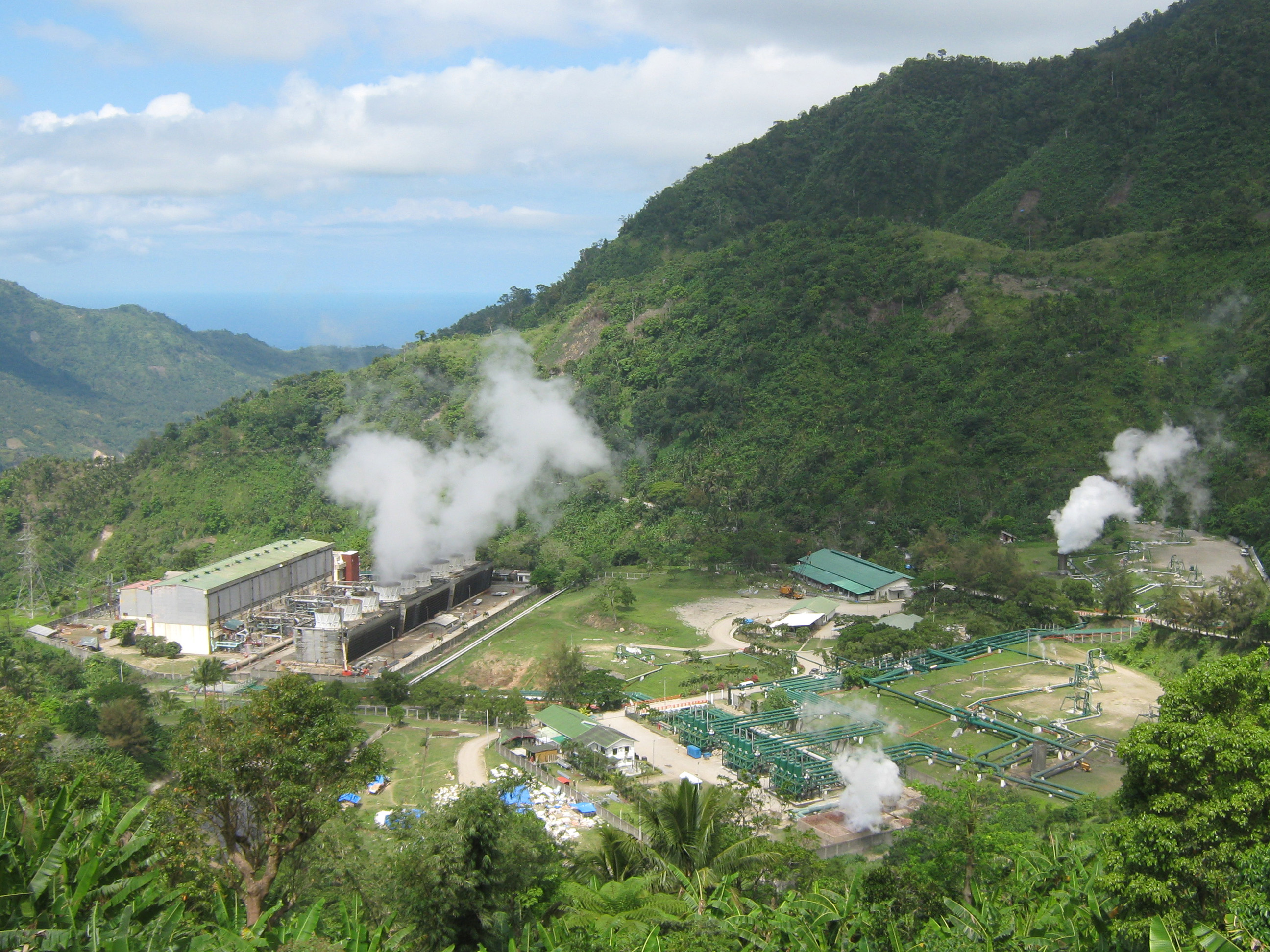
Centrale geotermica nelle Filippine

L'energia geotermica è una forma di energia sfruttabile che deriva dal calore presente negli strati più profondi della crosta terrestre. Il decadimento degli elementi naturalmente radioattivi presenti nelle rocce terrestri, come si è detto, è la causa dell'energia geotermica. Penetrando in profondità nella superficie terrestre, la temperatura diventa gradualmente più elevata, aumentando mediamente di circa 30 °C per km nella crosta terrestre (30 °C/km e 80 °C/100 km nel mantello e nel nucleo): si tratta del cosiddetto gradiente geotermico, che dipende dalla conducibilità termica delle rocce e dal flusso di calore presente. I valori sopra riportati sono valori medi, che entro la crosta superiore si possono misurare in aree continentali prive di una significativa circolazione idrotermale la quale possa determinare, attraverso fenomeni convettivi, la risalita di fluidi a temperatura elevata. In queste aree "fredde" si ha un flusso termico alla superficie di circa 0,045-0,090 W/m2. Quando il flusso termico misurato in superficie eccede il valore di 0,09-0,100 W/m2, abbiamo invece un'area caratterizzata da una significativa anomalia geotermica, con una attiva circolazione idrotermale e quindi potenzialmente ricca in fluidi geotermici (geofluidi). In aree di questo tipo il gradiente geotermico può essere decine di volte quello medio sopra riportato, un fenomeno causato da fenomeni vulcanici, plutonici o tettonici. Per estrarre e usare il calore imprigionato nella Terra, è necessario individuare le aree con anomalia termica positiva dove il calore terrestre è concentrato: queste indicano la presenza in profondità di un serbatoio o giacimento geotermico.
 

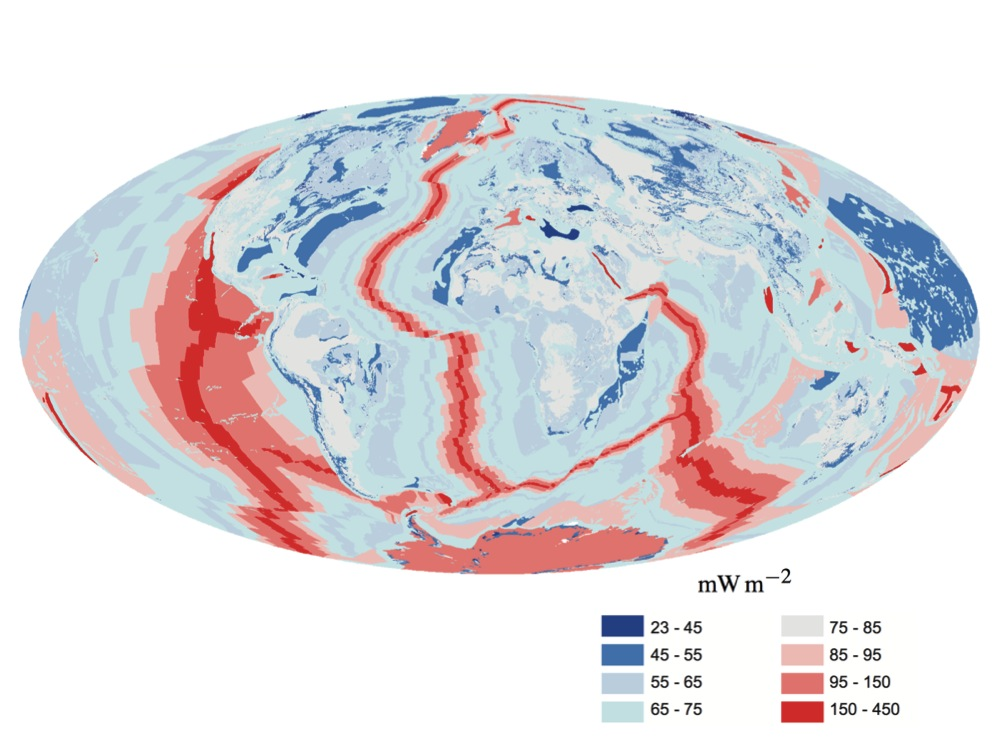
Mappa globale dell'entità del flusso termico (in mW/m^{2}) dall'interno della terra alla superficie. Si può notare come i massimi del flusso di calore corrispondano ai margini in espansione delle placche tettoniche (dorsali medio-oceaniche) e, secondariamente, al vulcanismo intraplacca (di hot spot). In questa mappa a scala globale molte anomalie locali dovute ai centri vulcanici minori (margini attivi in area di catena) non sono visibili.

In realtà il gradiente termico (dal quale si ricava anche il flusso termico, nota la conducibilità termica delle rocce) viene misurato in pozzi sufficientemente profondi perché le misure non risentano delle variazioni di temperatura diurne e stagionali (in genere bastano poche centinaia di metri), i cosiddetti pozzi di gradiente; le misure di temperatura vanno eseguite in condizioni di equilibrio termico tra il fluido che riempie il pozzo e la formazione geologica (temperatura statica). Queste misure possono essere eseguite anche a pozzo completato e ripetute nel tempo e a varie profondità, in modo da ottenere diversi profili di temperatura del pozzo, utili anche per individuare la presenza di fenomeni convettivi (evidenziati dalle variazioni della temperatura nel tempo e lungo il profilo stesso del pozzo).
Il potenziale geotermico non è equidistribuito entro la crosta terrestre, ma è sensibilmente maggiore in corrispondenza dei margini delle placche tettoniche: 
- Nei margini divergenti (dorsali) dove la crosta è meno spessa e il mantello terrestre è più superficiale, e quindi flusso di calore da quest'ultimo presenta una forte anomalia positiva con risalita di magma fino a bassa profondità e generazione di nuova crosta (tipicamente in corrispondenza delle dorsali medio-oceaniche ma anche in situazioni in cui questo contesto geodinamico corrisponde a terre emerse, come l'Islanda).
- Nei margini trascorrenti, dove abbiamo lo scorrimento orizzontale tra placche lungo faglie di estensione crostale (ad esempio la Faglia di Sant'Andrea in California), che possono essere sede di forti anomalie termiche e dare luogo a fenomeni vulcanici di tipo primario e secondario.
- Nei margini convergenti in cui l'interazione tra le placche è di tipo collisionale, con subduzione di crosta oceanica entro il mantello e generazione di magmi (sono i contesti corrispondenti alle catene montuose di tipo collisionale con forte attività vulcanica, come ad esempio le Ande, e agli archi insulari, come le Isole della Sonda).

Infine, si hanno forti anomalie termiche con elevato potenziale geotermico in corrispondenza dei punti caldi, situati all'interno delle placche, in cui si ha la risalita di colonne di magmi legate alla presenza di correnti convettive entro il mantello terrestre (ad esempio le Isole Hawaii).
In generale comunque esiste un potenziale geotermico, anche significativo, ovunque vi siano anomalie termiche in profondità come centri vulcanici attivi (o anche estinti ma attivi almeno in epoche prossime all'attuale) oppure intrusioni magmatiche non completamente raffreddatesi (con temperatura superiore a quella delle rocce incassanti). I giacimenti di energia geotermica tuttavia sono sovente a profondità molto elevate entro la crosta continentale o in contesti sostanzialmente inaccessibili con le tecnologie attuali (ad esempio le dorsali medio-oceaniche), tanto da impedirne lo sfruttamento economico.

### Tipologia di sorgenti geotermiche
Le sorgenti geotermiche si possono dividere in::

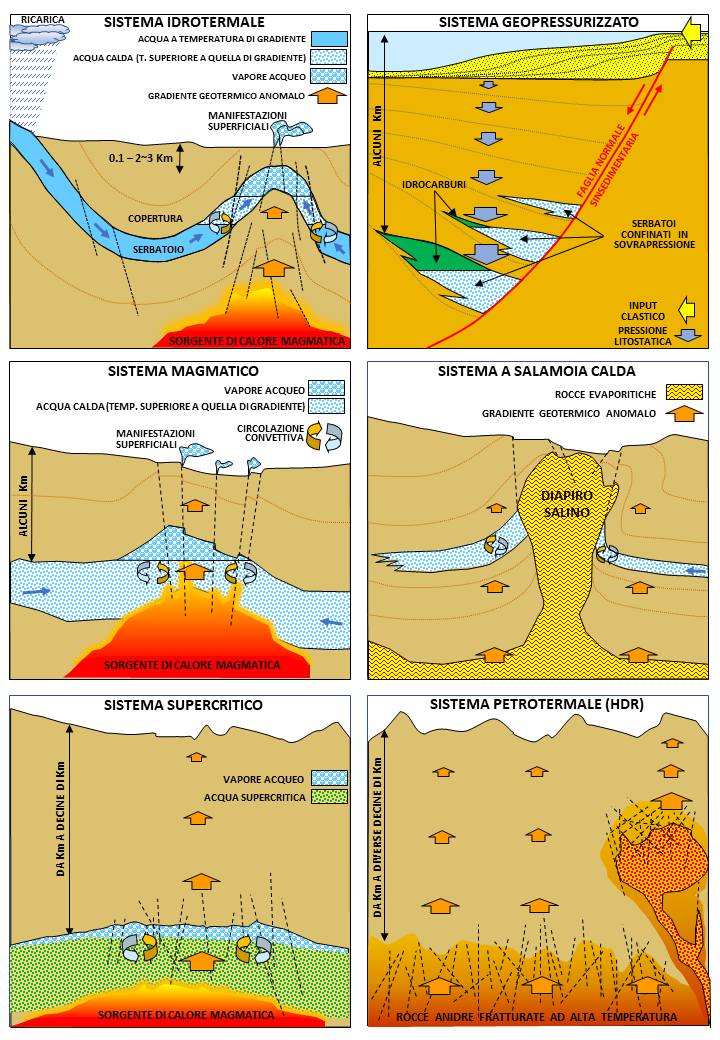
Rappresentazione schematica dei principali sistemi geotermici (non in scala; ove significative, sono indicate le profondità approssimative dei vari sistemi). Spiegazione nel testo.

#### Sistemi convenzionali
- Sistemi idrotermali: la sorgente si trova a profondità non estreme (da poche centinaia di metri fino intorno a 2000 m) in aree a forte anomalia termica, e consiste di una roccia serbatoio alimentata lateralmente da acque meteoriche percolanti dalla superficie e caratterizzata internamente da circolazione delle acque per convezione; a seconda dello stato fisico dell'acqua presente in conseguenza della pressione e della temperatura di giacimento può essere classificata come sorgente geotermica a vapore o ad acqua dominante. In situazioni strutturali favorevoli (pieghe anticlinali o strutture a horst) si possono formare cupole di vapore acqueo al di sopra delle acque calde. In tal caso la sorgente consta di due sottosistemi: ad acqua dominante e a vapore dominante.

#### Sistemi non convenzionali
- Sistemi geopressurizzati: si tratta di acquiferi confinati a profondità di oltre 2000 m con presenza di pressioni anomale (anche laterali se in regime geodinamico di compressione). Il rapido seppellimento sotto spesse coltri di sedimenti successivi porta ad un forte incremento della pressione litostatica sui fluidi contenuti in questi acquiferi; d'altro canto, il confinamento di questi sedimenti entro rocce impermeabili ostacola il movimento dei fluidi stessi e impedisce la compattazione delle particelle che compongono i sedimenti (come invece avverrebbe in acquiferi non confinati, in cui si ha un regime prevalente di pressione idrostatica). In questo tipo di acquiferi, la pressione dei fluidi può raggiungere valori di diverse centinaia di atmosfere. Questi sistemi si possono formare anche in zone di debole anomalia termica o addirittura con gradienti geotermici prossimi a quello "normale". Entro questi complessi si possono trovare significative quantità di idrocarburi, di possibile interesse commerciale, che ne possono aumentare il valore economico. Si può trattare anche di giacimenti di idrocarburi esausti in cui è eventualmente possibile lo sfruttamento geotermico dell'acquifero presente[26]. Lo sfruttamento di questo tipo di sistemi richiede tecnologie avanzate di progettazione dei pozzi per il controllo delle elevate pressioni di giacimento, sia in fase di perforazione che in fase di coltivazione. Inoltre l'estrazione dei fluidi in sovrapressione può portare al depauperamento rapido e irreversibile della risorsa, con una brusca caduta della pressione che causa la compattazione del serbatoio sotto il peso dei sedimenti soprastanti e quindi chiusura dei pori e delle fratture contenenti i geofluidi da produrre. Queste problematiche possono essere affrontate con una pianificazione corretta di iniezione di fluidi a sostegno della produzione, basata su un accurato studio della fisica del giacimento. I fluidi estratti inoltre hanno sovente una forte concentrazione di sali che li può rendere corrosivi e portare alla formazione di depositi entro il sistema di produzione, e richiedono perciò un trattamento chimico potenzialmente oneroso[27].
- Sistemi magmatici: connessi ad apparati vulcanici attivi con camera magmatica a profondità ridotta o corpi intrusivi ipoabissali (entro 5–6 km), in cui il liquido utilizzato per l'estrazione del calore è riscaldato direttamente dal tetto del corpo intrusivo magmatico. L'utilizzo dei fluidi di sistemi di questo tipo, considerata la contiguità con corpi magmatici attivi, richiede lo sviluppo di tecniche di perforazione e sviluppo in condizioni estreme di pressione e temperatura e con presenza di fluidi aggressivi[28].
- Sistemi a salamoia calda: si tratta di acquiferi confinati o scarsamente alimentati e ad alta temperatura, in cui le acque originariamente racchiuse raggiungono valori di concentrazione salina molto elevati, tali appunto da rendere il fluido di giacimento una vera e propria salamoia (valori di Total Dissolved Solids maggiori di 10 g/l). Questi sistemi possono formarsi sia entro acquiferi in cui si ha una progressiva concentrazione dei sali contenuti originariamente nelle acque di giacimento per convezione e dispersione graduale della fase fluida su tempi molto lunghi[29], sia in particolari contesti strutturali e deposizionali che portano la roccia serbatoio a contatto con diapiri salini, o comunque con rocce evaporitiche, aventi una conducibilità termica superiore a quella delle rocce incassanti e un gradiente geotermico superiore[30]. Le acque di questi sistemi richiedono costosi trattamenti chimici per essere sfruttate a fini geotermici (i sali contenuti possono risultare corrosivi per gli apparati produttori di energia) e non devono essere disperse nell'ambiente perché risultano altamente inquinanti.
- Sistemi supercritici: la sorgente si trova a profondità maggiori (3000–10000 m) e l'acqua ivi contenuta è a pressioni elevate (da alcune centinaia fino intorno a 1000 atm) e a temperature fino ad alcune centinaia di gradi, e può raggiungere quindi lo stato supercritico[31]. L'acqua in questo stato costituisce un fluido con proprietà particolari, intermedie tra quelle di un gas (capacità di espansione, elevata volatilità e diffusività entro i solidi porosi) e di un fluido (densità più alta di quella del vapore acqueo, anche se minore di quella dell'acqua liquida), con una concentrazione energetica molto elevata e superiore a quella dei sistemi idrotermali, anche di quelli a vapore dominante. Il comportamento fisico dell'acqua allo stato supercritico può passare per diminuzione della pressione o della temperatura a condizioni più simili a quelle di un gas o di un liquido (come risulta dal diagramma di fase dell'acqua). Si ritiene in effetti che le propaggini profonde di sistemi ad alta temperatura e pressione (sia ad acqua che a vapore dominante) possano essere costituite da fluidi in condizioni supercritiche[32]. Le problematiche tecniche per la coltivazione di questo tipo di sistemi sono simili (e anche più importanti) rispetto a quelle viste per i sistemi non convenzionali precedenti: elevatissime pressioni e temperature e presenza di fluidi aggressivi[33].
- Sistemi petrotermali a rocce calde secche (HDR o Hot Dry Rocks)[34]: la sorgente di calore in questo caso è composta da rocce anidre (prive di acqua libera in qualunque stato) e a temperatura elevata con porosità e permeabilità primarie trascurabili, che richiedono quindi tecniche di stimolazione (fratturazione idraulica e iniezione di acqua) per produrre fluidi. Per questo tipo di sviluppo si parla di EGS o Enhanced Geothermal Systems. La maggioranza delle risorse geotermiche di questo tipo si trova a grandi profondità, ma in tale contesto sono anche di sfruttamento altamente problematico proprio per l'assenza di acqua (richiederebbero tecnologie di fratturazione e di iniezione di acqua attualmente non economiche a causa delle profondità e delle temperature in gioco), oltre al fatto che le condizioni ambientali risultano proibitive per le tecnologie industriali di perforazione utilizzate attualmente. Tuttavia, in aree ad elevata anomalia termica per la presenza di vulcanismo o corpi ignei intrusivi possono trovarsi sistemi di questo tipo anche a profondità maggiormente accessibili (pochi chilometri) in rocce che non costituiscono serbatoi naturali (ad esempio rocce granitoidi o rocce effusive, o ancora rocce sedimentarie prive di porosità)[35]; questi contesti richiedono comunque le tecniche di stimolazione succitate allo scopo di creare un sistema geotermico artificiale mediante iniezione di acqua fredda da superficie in un reticolo di fratture indotte artificialmente ed estrazione di acqua riscaldata in un circolo il più possibile chiuso[25].

## Sfruttamento dell'energia geotermica

### Stima quantitativa dell'energia geotermica
L'energia termica sfruttabile di un campo geotermico, con fluido monofasico è definita con la seguente formula:
PTHERM =Q⋅ [ρcP ]f ⋅ (TPROD −TREIN )
ovvero
PTHERM =Q⋅ [ρcP ]f ⋅△T
dove:

PTHERM è la capacità energetica geotermica per sfruttamento del calore
TPROD è il valore della temperatura del fluido geotermico estratto
TREIN è il valore della temperatura del fluido geotermico a valle dell'impianto (solitamente in reiniezione nel serbatoio)
Q è la portata del fluido in [m3 s−1].
[ρcP ]f è la capacità termica del fluido
△T è il salto di calore fra temperatura del flusso geotermico in entrate nell'impianto e temperatura dello stesso in uscita dall'impianto.
Ne consegue che la quantità di energia sfruttabile da un giacimento geotermico è proporzionale al salto di calore utilizzabile, che principalmente è funzione del calore del fluido d'ingresso che dipende dal gradiente geotermico dell'area, e dalla quantità di fluido producibile che è funzione della permeabilità della roccia che costituisce il serbatoio geotermico.

### Applicazioni industriali - focus sui sistemi geotermici convenzionali

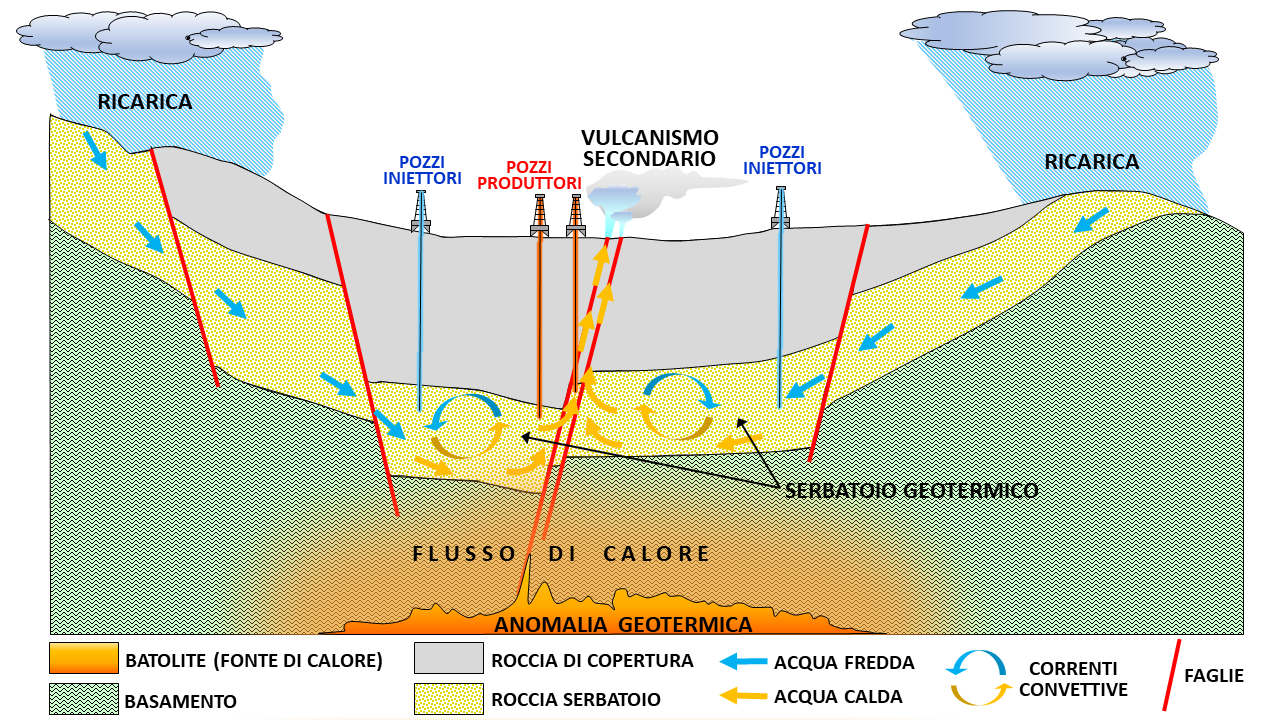
Schema generale di un sistema idrotermale (non in scala). Le acque di origine meteorica si infiltrano entro rocce permeabili (rocce serbatoio) e vengono riscaldate da una fonte di calore di origine magmatica presente in profondità; le acque riscaldate (meno dense) tendono a risalire, raffreddandosi progressivamente e ridiscendendo, dando così origine a correnti convettive. In parte, le acque ad alta temperatura e il vapore si possono infiltrare fino alla superficie attraverso fratture e faglie di origine tettonica e uscire a giorno. L'emungimento di fluidi ad alta temperatura (attraverso pozzi produttori) deve essere compensato iniettando di nuovo nel serbatoio le stesse acque ormai raffreddatesi (mediante pozzi iniettori), in un circuito per quanto possibile chiuso per continuare ad alimentare il meccanismo convettivo e consentire ai pozzi produttori di mantenere la portata di esercizio.

Attualmente la quasi totalità dei sistemi geotermici sfruttati a livello industriale sono i sistemi convenzionali. I sistemi idrotermali che li rappresentano sono costituiti da formazioni rocciose porose e permeabili in cui l'acqua piovana e dei fiumi si infiltra e viene riscaldata da rocce ad alta temperatura per la presenza di una fonte di calore di origine magmatica in profondità. Le temperature raggiunte variano dai 50-60 °C fino ad alcune centinaia di gradi. Questo tipo di circuito costituisce la fonte di energia geotermica più diffusa e utilizzata. Per un sistema geotermico efficiente di questo tipo occorrono quattro elementi fondamentali:
- una sorgente di calore, di solito un'intrusione magmatica entro la crosta superiore, che causa una anomalia positiva locale del gradiente geotermico.
- un serbatoio geotermico, costituito da rocce porose e permeabili (ad esempio sabbie o arenarie, oppure rocce densamente fratturate), in cui i geofluidi (acqua e/o vapore) possono circolare.
- una copertura, cioè una sequenza di rocce impermeabili (ad esempio argille) soprastanti il serbatoio, che lo sigillano impedendo la dispersione dei geofluidi in superficie.
- un'area di ricarica in superficie, dove le acque meteoriche possono almeno in parte infiltrarsi nel sottosuolo e alimentare il serbatoio. Tra l'area di ricarica superficiale e il serbatoio presente in profondità deve esserci continuità fisica e idraulica (cioè devono essere collegate tramite formazioni rocciose a loro volta porose e permeabili, oppure da strutture tettoniche che siano in grado di convogliare fluidi, come fratture e faglie), in modo che si possa instaurare un meccanismo idrogeologico di ricarica del serbatoio che consenta il ripristino dei geofluidi persi per le emissioni naturali e per le attività produttive. La ricarica avviene di solito in aree ove le rocce serbatoio affiorano in superficie e che possono trovarsi anche a notevole distanza (chilometri o decine di chilometri) rispetto al serbatoio geotermico.

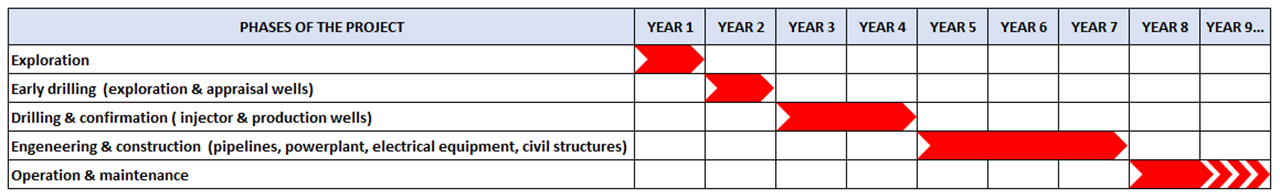
Schema di un progetto geotermoelettrico. Un progetto di questo tipo richiede alcuni anni per essere realizzato ed entrare in esercizio. Le durate delle varie fasi sono esemplificative: in realtà dipende dalle caratteristiche del serbatoio geotermico e dall'estensione del progetto. Dopo l'entrata in esercizio del giacimento possono esservi ancora fasi di perforazione (drilling) e fasi di intervento (workover) per riparazioni o apertura di ulteriori tratti di serbatoio. Quando il giacimento non è più economico si ha la fase di abbandono (decommissioning) in cui i pozzi vengono messi in sicurezza e tappati, le strutture a giorno vengono demolite e asportate e l'area viene risanata.

Per la captazione dei geofluidi si ricorre alla perforazione di pozzi geotermici: questi possono essere pozzi esplorativi (o di scoperta) e pozzi di appraisal (o di accertamento), con lo scopo iniziale di accertare la presenza, l'entità e la distribuzione spaziale del serbatoio geotermico. Successivamente vengono perforati i veri e propri pozzi di produzione (o pozzi di sviluppo), che producono effettivamente fluidi geotermici (analogamente a quanto avviene nella scoperta e coltivazione dei giacimenti di idrocarburi). Un'altra categoria, peculiare dei campi geotermici, è costituita dai pozzi di gradiente, che vengono utilizzati per la rilevazione e il controllo continuo del gradiente geotermico. Il vapore proveniente dai pozzi viene convogliato verso una centrale geotermica tramite tubature apposite (acquedotti nei sistemi ad acqua dominante, vapordotti nel caso dei giacimenti a vapore secco o umido).
La ricarica del serbatoio geotermico, nei sistemi geotermici tradizionali, è di norma assai più lenta rispetto all'estrazione per scopi industriali, perché l'acqua si muove entro l'acquifero (all'interno della porosità della roccia) a velocità che vanno da pochi decimetri a poche decine di metri al giorno e l'entità della ricarica attraverso le infiltrazioni meteoriche è dell'ordine delle decine (al più poche centinaia) di tonnellate all'ora, mentre la produzione di fluidi in impianti industriali è dell'ordine di grandezza di diverse centinaia fino a migliaia di tonnellate/ora. Quindi, per alimentare la produzione dei geofluidi si ricorre alla re-immissione in profondità dell'acqua estratta, raffreddata alla temperatura di superficie, tramite pozzi iniettori, una tecnica utile per mantenere costante la produzione dei fluidi, conservando il più possibile la pressione di giacimento. In questo modo si riesce a mantenere costante la produzione di energia; nel caso di sistemi a vapore dominante in tal modo è possibile far lavorare a pieno regime le turbine e produrre elettricità con sufficiente continuità.
Vi possono essere vari tipi di centrali geotermiche, a seconda della tipologia dei fluidi prodotti. In sintesi:
- Centrale geotermica a vapore dominante, in cui il vapore secco ad alta pressione prodotto viene utilizzato direttamente per la generazione di energia elettrica. Nella centrale, la pressione del vapore induce la rotazione di apposite turbine munite di un alternatore che trasforma l'energia meccanica in energia elettrica: questa viene portata alla tensione di rete da un trasformatore e rilasciata nella rete elettrica di distribuzione esterna[23].
- Centrale geotermica "flash" (a separazione di vapore). Nei sistemi geotermici ad acqua dominante in condizioni di alta pressione e temperatura, durante la risalita, a causa della caduta di pressione, l'acqua inizia a bollire entro il pozzo e il vapore tende a separarsi sotto forma di bolle sempre più grandi (processo di flashing). Il fluido estratto che esce dalla testa pozzo è quindi bifase (acqua calda e vapore). In questo caso il vapore deve essere separato dal liquido, mediante un separatore a centrifuga[43]. Quindi il vapore alimenta le turbine per la produzione di energia elettrica, mentre il liquido viene raffreddato ulteriormente e re-iniettato (single flash). Il liquido separato, in cui di solito tendono a concentrarsi i sali disciolti, può essere ancora parzialmente convertito in vapore tramite un vaporizzatore (flasher), per espansione e conseguente caduta di pressione, e inviato di nuovo alla turbina (ad una pressione inferiore rispetto al primo flash). Questi impianti double flash o combined flash hanno un'efficienza maggiore rispetto a quelli single flash (del 5%-10% circa) ma richiedono maggiori investimenti e una temperatura maggiore della risorsa geotermica (>240 °C) per essere competitivi; inoltre ripetuti cicli di flashing aumentano la concentrazione di sali nella frazione liquida, favorendo il deposito di residui incrostanti (scales) che richiedono costi di manutenzione addizionali[44].
- Centrale geotermica a ciclo binario. L'acqua calda geotermica viene usata per vaporizzare un secondo fluido con temperatura di ebollizione inferiore a quella dell'acqua (ad esempio isopentano, con temperatura di ebollizione di 28 °C): il vapore del fluido secondario (o fluido di lavoro) si espande aumentando di pressione e fa girare una turbina che genera energia elettrica. Il fluido secondario viene poi raffreddato e riportato allo stato liquido. Il circuito secondario è rigorosamente chiuso (anche perché i fluidi di lavoro sono generalmente tossici e non devono disperdersi nell'ambiente). Anche qui l'acqua di origine geotermica è iniettata di nuovo in serbatoio[43][45].
- Centrale ad acqua dominante. Qui l'acqua calda di origine geotermica viene utilizzata principalmente per teleriscaldamento. Per questo tipo di uso, le acque di sottosuolo sono utilizzate per riscaldare acque provenienti dalla rete di distribuzione, tramite uno scambiatore di calore (un dispositivo che permette lo scambio di energia termica tra fluidi aventi temperature diverse)[46]. Infatti i fluidi di sottosuolo non possono venire immessi direttamente in una rete di distribuzione esterna, sia perché spesso contengono sostanze tossiche o corrosive[47], sia perché il circuito geotermico dovrebbe mantenersi per quanto possibile chiuso, per poter iniettare nel serbatoio la stessa quantità di acqua che gli viene sottratta in modo da mantenerne la pressione, e infine perché in tal modo si ha maggiore controllo sulla temperatura delle acque entro la rete di distribuzione[48].

L'energia geotermica può essere sfruttata con tre diverse modalità:
- Geotermia ad alta entalpia[49]: da sistemi geotermici ad elevata temperatura (> 150 °C), in cui i fluidi di interesse geotermico sono prevalentemente in stato di vapore secco o di acqua pressurizzata ad alta temperatura. Da questi sistemi geotermici si estrae vapore ad alta temperatura e forte pressione sfruttato soprattutto per la produzione di energia elettrica, mediante impianti a vapore dominante; nel caso di fluidi bifase si utilizzano impianti a flash singolo o combinato[23].
- Geotermia a media entalpia. Da sistemi geotermici con temperatura compresa tra 90 °C e 150 °C. In questo caso i fluidi geotermici sono vapore umido e/o acqua calda. È ancora possibile la produzione di energia elettrica mediante impianti a ciclo binario. Questo tipo di geotermia si presta bene all'uso diretto dell'energia termica per teleriscaldamento, con l'utilizzo di centrali ad acqua dominante (a scambiatore di calore) per riscaldare abitazioni e infrastrutture collegate in una rete di distribuzione. I fluidi geotermici esausti vengono di nuovo iniettati nel sottosuolo per mantenere la produzione[44].

1. condensatore,
2. Valvola di espansione,
3. vaporizzatore,
4. compressore.

Principio di funzionamento di una pompa di calore:
- condensatore,
- Valvola di espansione,
- vaporizzatore,
- compressore.

- Geotermia a bassa entalpia (<90 °C): questa forma di energia geotermica non è sufficientemente elevata per consentire la produzione di energia elettrica, ma viene utilizzata per il riscaldamento (o il raffrescamento) di abitazioni, strutture pubbliche e industriali. Infatti, non ha a che fare con sorgenti di calore di tipo magmatico e con anomalie del gradiente geotermico[50] ma, nella maggior parte dei casi, sfrutta la proprietà del terreno di mantenere una temperatura costante durante l'anno (oltre una certa profondità)[51][52], e si basa sullo scambio di energia termica tra il terreno (a basse profondità, generalmente minori di 300 m) e la struttura di cui si vuole modificare la temperatura. In inverno, il calore viene trasferito dal terreno all'ambiente da riscaldare, mentre in estate il calore viene estratto dall'ambiente per essere immesso nel terreno. Per ottenere questo trasferimento di energia termica, viene utilizzata una macchina termica chiamata pompa di calore, che è una applicazione del Secondo principio della termodinamica. L'impianto consta di tre parti: 
  - un circuito esterno situato nel terreno, che funge da scambiatore di calore tra il terreno o la falda acquifera e la pompa di calore; questo circuito (posto nel terreno orizzontalmente o verticalmente) è composto di tubature e sonde geotermiche che contengono un fluido intermedio con antigelo, oppure convogliano alla pompa di calore direttamente l'acqua estratta dal sottosuolo, a seconda del tipo di impianto;
  - la pompa di calore propriamente detta, a circuito chiuso, che utilizza un fluido refrigerante con una temperatura di ebollizione molto inferiore a quella dell'acqua per lo scambio termico con l'ambiente da climatizzare;
  - il circuito di riscaldamento/raffrescamento interno alla struttura da climatizzare con i relativi terminali (pannelli radianti o ventilconvettori).

Nella pompa di calore il fluido refrigerante (allo stato di vapore) viene compresso, aumentando la sua temperatura; il fluido passa quindi in un condensatore, cedendo calore all'ambiente esterno mentre passa allo stato liquido (processo esotermico). Successivamente Il fluido passa attraverso una valvola di espansione in cui il refrigerante viene decompresso rapidamente cedendo calore e raffreddandosi; passa quindi in un vaporizzatore a contatto con l'esterno e assorbe calore dall'ambiente passando allo stato di vapore (processo endotermico), infine ritorna al compressore per riprendere il ciclo. In modalità invernale (di riscaldamento) viene utilizzata la prima parte del circuito, impiegando il condensatore per trasferire l'energia termica generata al circuito di riscaldamento della struttura da climatizzare e l'evaporatore per sottrarre calore al fluido intermedio. Nella modalità estiva (di raffreddamento) viene utilizzata la seconda parte del circuito, impiegando il vaporizzatore per raffrescare l'ambiente mentre il condensatore cede calore al fluido intermedio. Il fluido intermedio o l'acqua di falda, che dopo lo scambio di energia termica con il fluido refrigerante della pompa sono sottoriscaldati o sovrariscaldati, vengono di nuovo immessi nel terreno per riportarsi al livello di energia termica di sottosuolo. L'impianto a pompa di calore necessita di energia elettrica per il funzionamento del compressore e della pompa per la circolazione di fluido o acqua nel terreno, oltre che per i dispositivi di controllo del sistema, quindi la resa dell'impianto è tanto più favorevole quanto più è elevato il rapporto tra l'energia termica prodotta (o sottratta al sistema) e il lavoro impiegato per ottenerla. Per rendere l'impianto geotermico più compatibile dal punto di vista ambientale ed energeticamente autosufficiente, è possibile abbinare un impianto fotovoltaico che è in grado di produrre l'energia necessaria per alimentare la pompa di calore, che si definisce in questo caso elio-assistita.

Schema generale di una centrale geotermica a vapore dominante (ad alta entalpia): il vapore viene utilizzato direttamente per la generazione di energia elettrica tramite una turbina. Il vapore viene in parte riconvertito in acqua per raffreddamento tramite un condensatore e l'acqua viene iniettata di nuovo nel serbatoio.
Centrale geotermica tipo flash a separazione di vapore. Il vapore si sviluppa durante la risalita dell'acqua calda per la caduta di pressione (flashing). Dalla testa pozzo esce vapore misto ad acqua bollente che viene separato dalla fase fluida e indirizzato alla turbina per la produzione di energia elettrica, e successivamente condensato di nuovo in acqua. L'acqua (insieme a quella già separata dal vapore) viene poi re-iniettata nel sottosuolo.
Centrale geotermica a ciclo binario (ad alta o media entalpia). L'acqua calda geotermica viene usata per vaporizzare un secondo fluido con temperatura di ebollizione inferiore a quella dell'acqua: il vapore del fluido secondario si espande aumentando di pressione e fa girare una turbina che genera energia elettrica. Il fluido secondario viene poi raffreddato e riportato allo stato liquido.
Centrale geotermica di Ferrara (ad acqua dominante). Le acque calde vengono prelevate a circa 2000 m di profondità, a 100 °C. In questo caso le acque calde di sottosuolo vengono impiegate per il teleriscaldamento di abitazioni e infrastrutture (tramite uno scambiatore di calore), e le acque ormai raffreddatesi vengono iniettate di nuovo in profondità nel serbatoio per mantenere la pressione e la produzione.
La storica centrale geotermica di Larderello (Pisa), costruita a partire dal 1931. Il vapore veniva utilizzato dal 1905 per la produzione di energia elettrica.
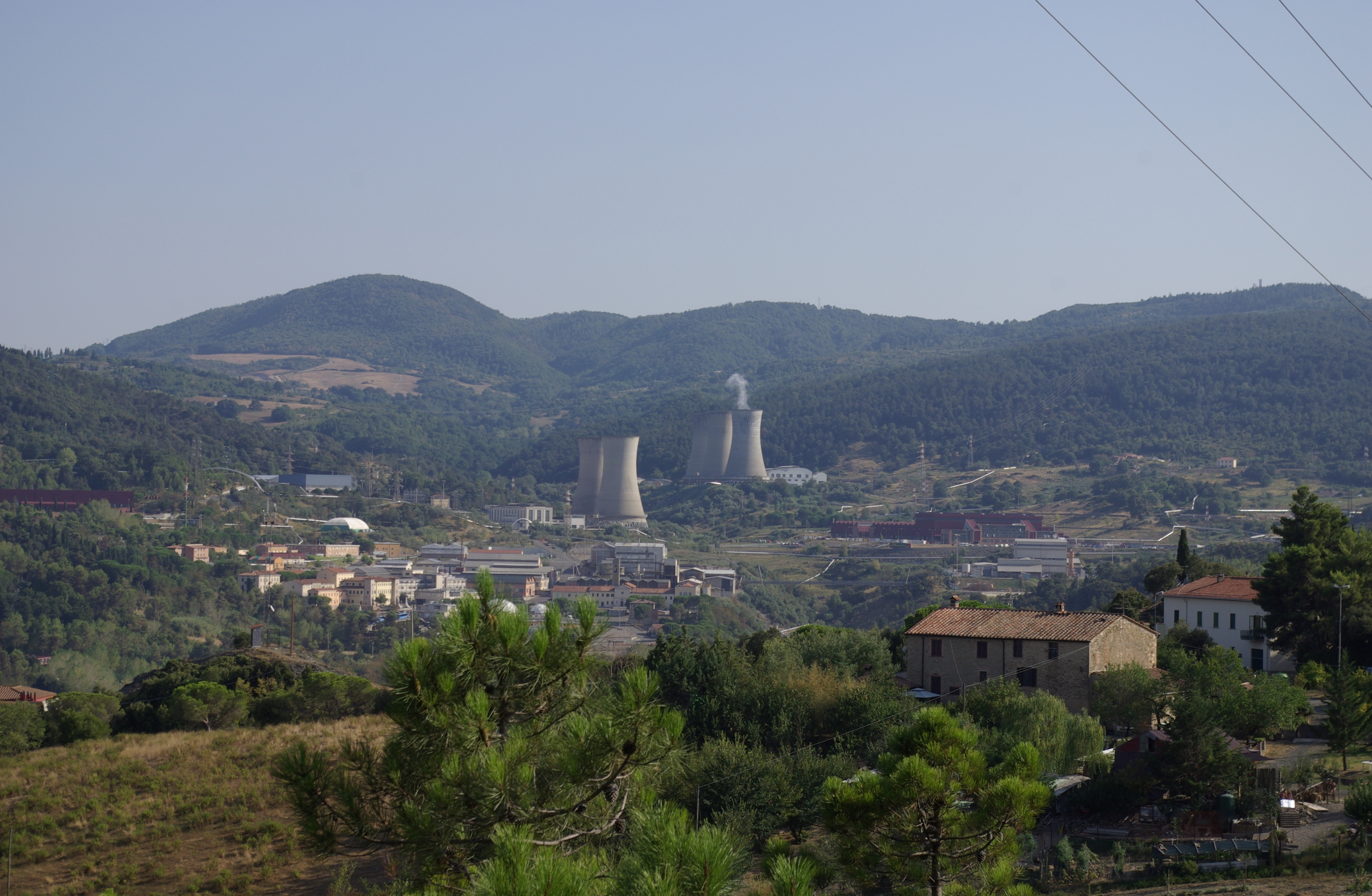
L'attuale centrale ENEL di Larderello, con le tipiche torri di raffreddamento, in cui il vapore viene in parte riconvertito in acqua per essere iniettato di nuovo nel serbatoio geotermico.
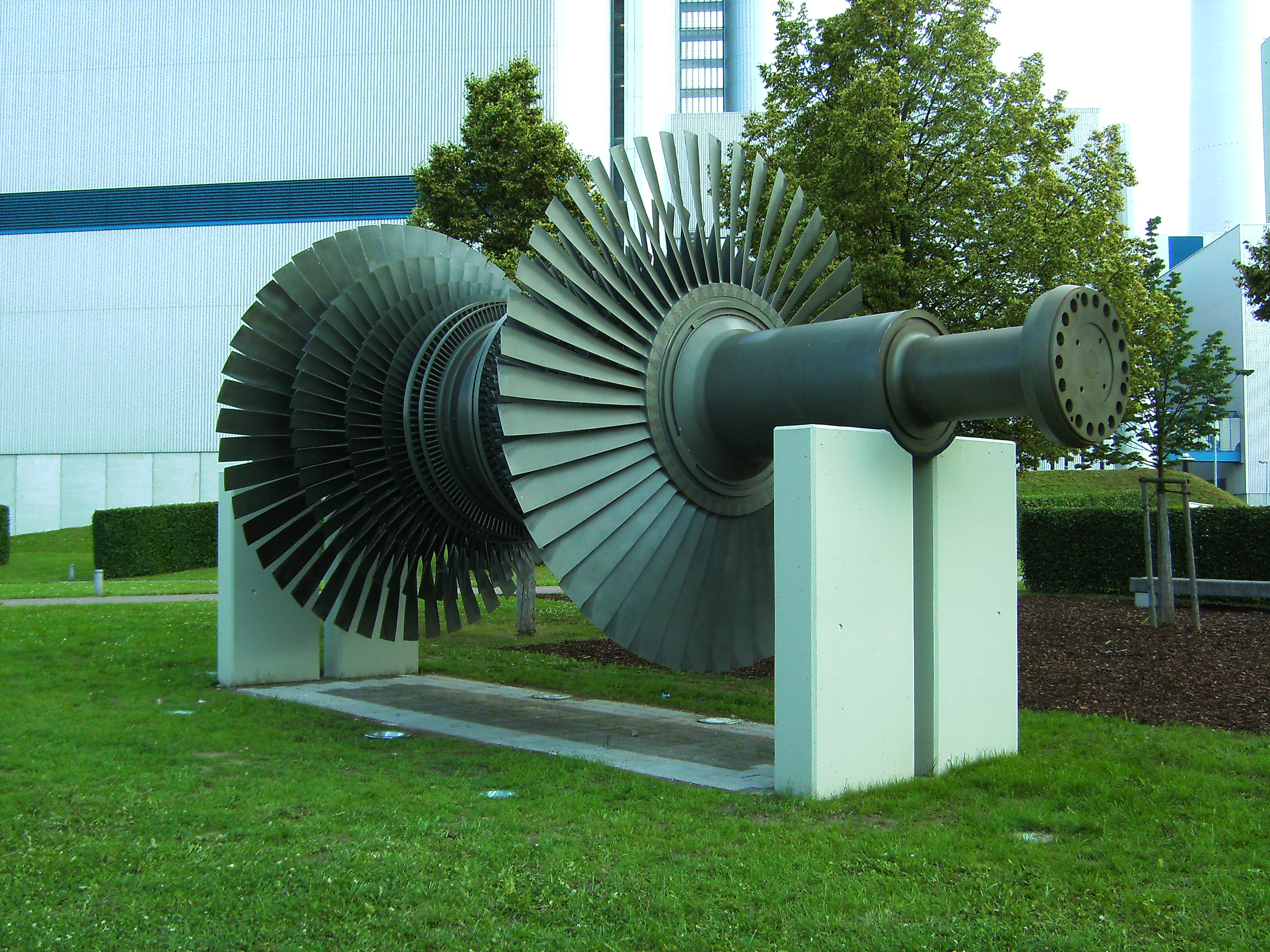
Rotore di una turbina a vapore.
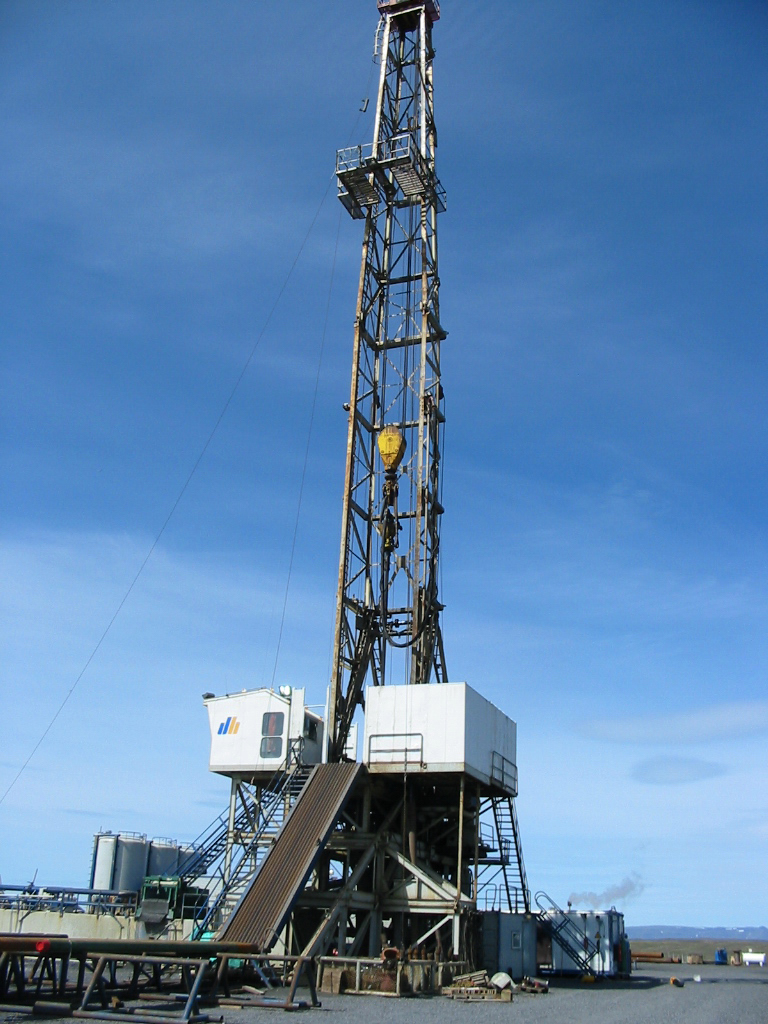
Impianto di perforazione per geotermia in Islanda.
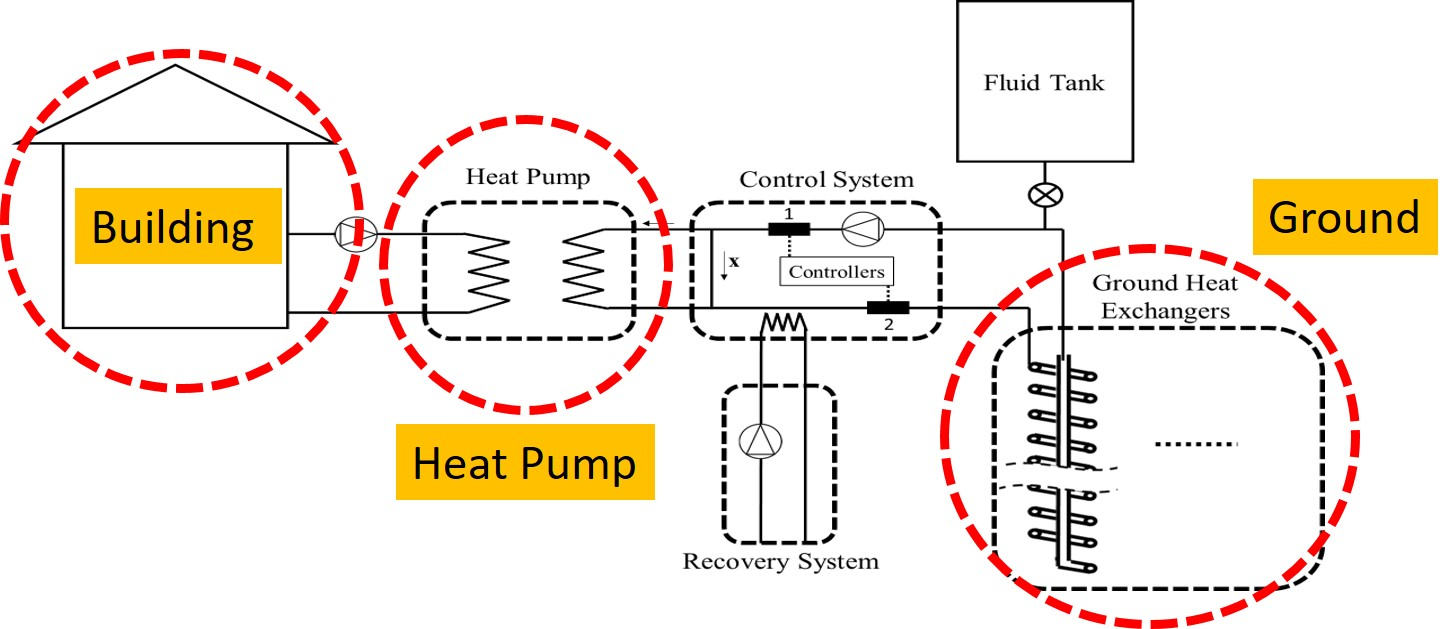
Schema di un impianto a pompa di calore per lo sfruttamento di energia geotermica a bassa entalpia. Sono indicati i tre circuiti di cui si compone l'impianto: il circuito per lo scambio di calore con il terreno (a destra), il circuito della pompa di calore propriamente detta (al centro) e il circuito di riscaldamento/raffrescamento dell'edificio climatizzato (a sinistra).
Schema del circuito di scambio con il terreno (verticale in questo caso) di un impianto a pompa di calore: 1-connessione con la pompa di calore; 2-terreno; 3-flusso di calore dal terreno; 4-parte fredda del circuito; 5-parte calda del circuito.
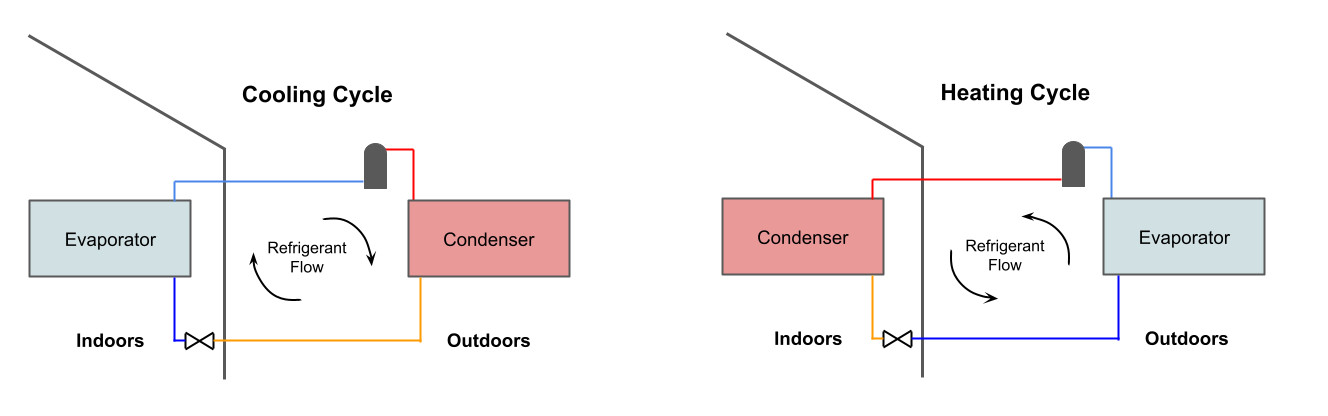
Ciclo di una pompa di calore. Nel ciclo di raffreddamento (a sinistra) l'evaporatore viene utilizzato per raffrescare gli interni (indoors) e il condensatore trasmette il calore alle parti esterne (outdoors) verso il terreno; nel ciclo di riscaldamento (a destra) l'evaporatore estrae calore dal terreno e il condensatore viene utilizzato per riscaldare gli interni.
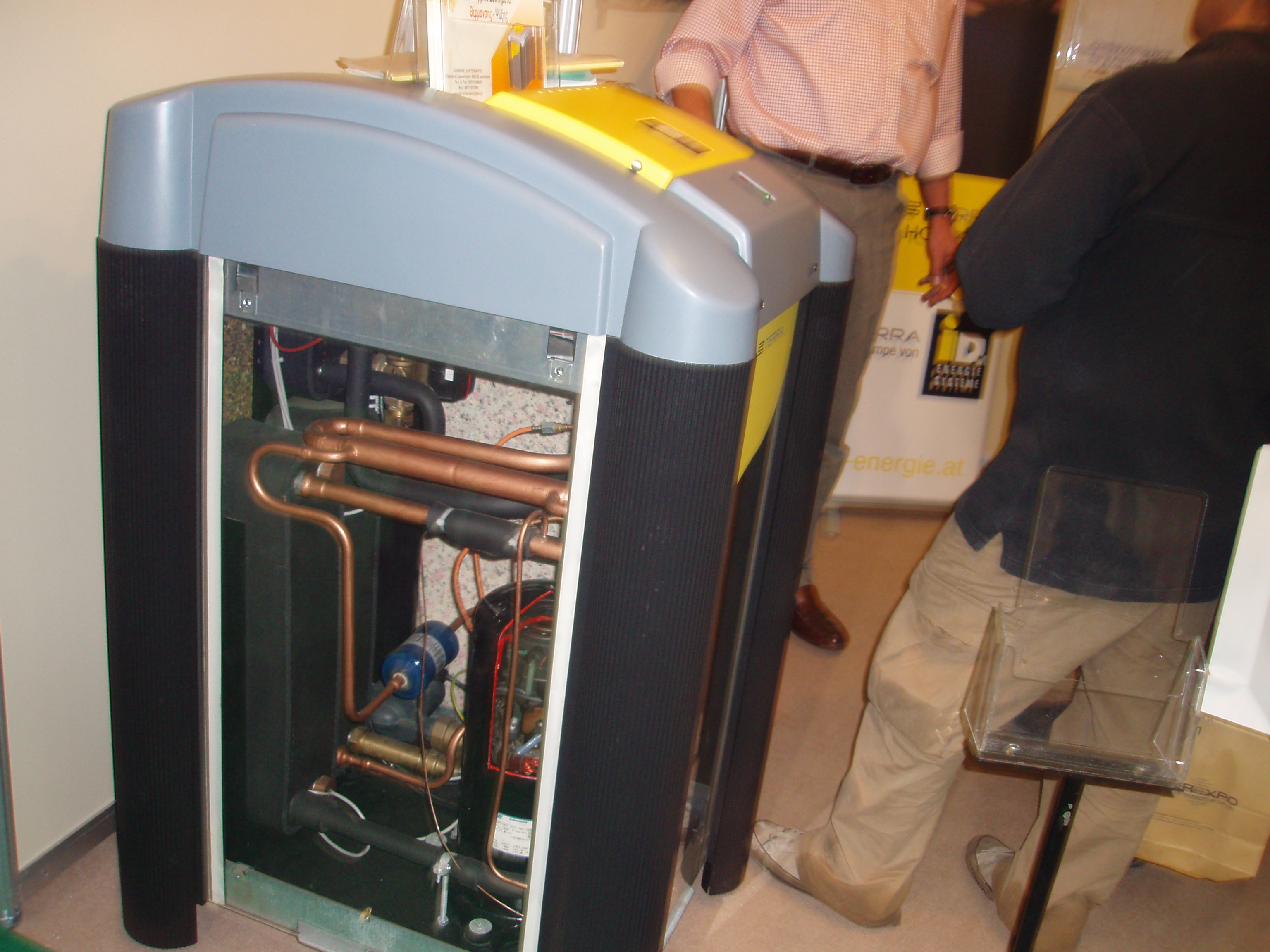
Una pompa di calore.
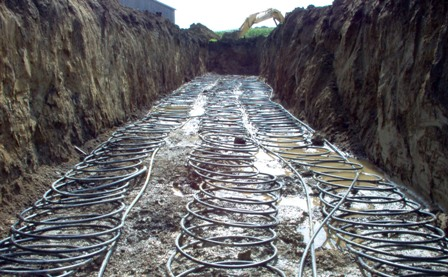
Circuito interrato (orizzontale) per un impianto a pompa di calore.

### Produzione da sistemi non convenzionali
Tentativi di produzione di geofluidi da sistemi non convenzionali sono ancora piuttosto rari, viste le oggettive difficoltà tecniche del contesto e gli investimenti elevati richiesti, e riguardano soprattutto i sistemi ad alta temperatura e pressione (magmatici, supercritici e geopressurizzati), spesso da sviluppare come EGS. Si riportano di seguito alcuni esempi senza la pretesa di esaurire l'argomento, considerando il potenzialmente rapido sviluppo del settore

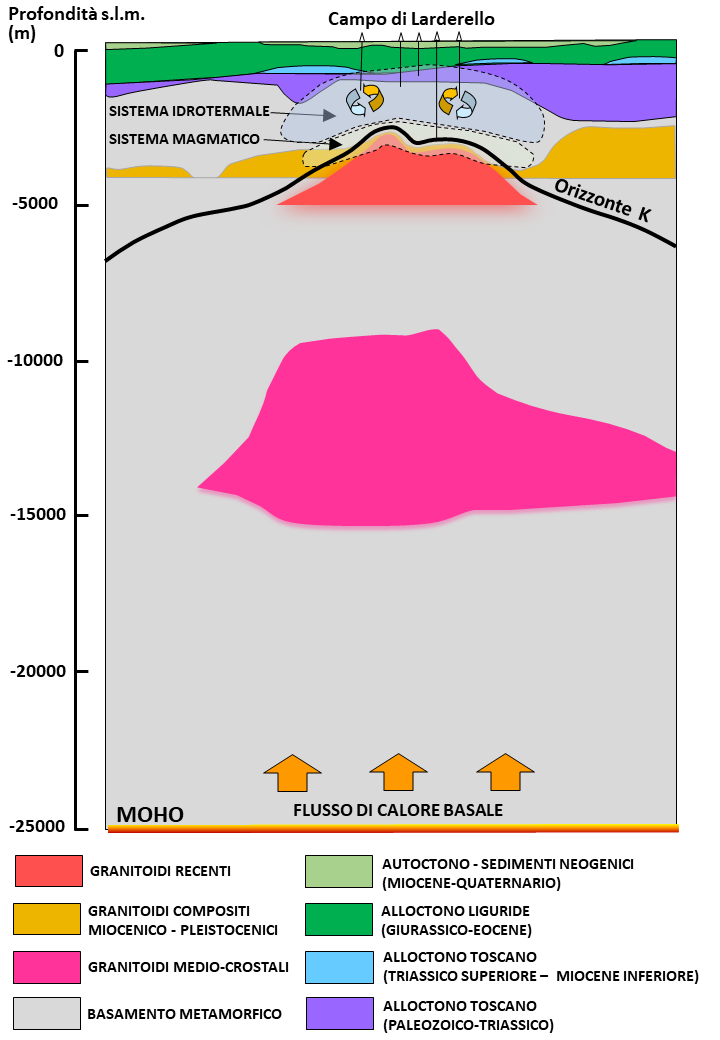
Schema concettuale del sottosuolo dell'area geotermica di Larderello (Toscana, Pisa). Spiegazione nel testo

In Italia, particolare rilevanza ha avuto il progetto Descramble, sviluppatosi con finanziamenti UE dal 2015 al 2018. Questo progetto riguardava l'area di Larderello (provincia di Pisa), sede del più antico e più famoso campo geotermico italiano. Il giacimento convenzionale si sviluppa entro un sistema idrotermale ad alta temperatura, a vapore dominante. Il progetto in questione si propone di raggiungere il sistema magmatico-supercritico presso il tetto del corpo intrusivo granitoide che costituisce la fonte di calore che alimenta le manifestazioni idrotermali presenti nel territorio. Il sito di test del progetto è un pozzo geotermico non produttivo già perforato fino alla profondità di circa 2200 m. Il pozzo (Venelle-2) è stato approfondito fino a 2900 m, per raggiungere rocce potenzialmente contenenti fluidi in condizioni supercritiche. L'obiettivo scelto coincideva con il cosiddetto Orizzonte K, una serie di riflettori sismici conosciuti da diversi decenni in base alle prospezioni sismiche disponibili, e ritenuti come l'espressione di una discontinuità giacente tra il tetto dell'intrusione granitica e la serie metamorfica profonda: questa fascia può essere interpretata come una serie di alternanze tra livelli ad alta e bassa velocità sismica che potrebbero corrispondere a loro volta a condizioni rispettivamente di bassa e alta conducibilità idraulica (con presenza di fluidi). Intorno a 2700 m il pozzo ha incontrato perdite di circolazione del fluido di perforazione in una zona con temperature intorno a 400 °C e pressioni di circa 500 bar, indizio consistente di potenziali condizioni supercritiche. A 2900 m (profondità alla quale è terminato il pozzo) sono state misurate temperature inaspettatamente elevate (507-517 °C), con una pressione intorno a 300 bar. Il pozzo è stato messo in sicurezza con un tappo di cemento e temporaneamente abbandonato. Non è stato possibile provare la presenza di fluidi di formazione in effettive condizioni supercritiche per l'impossibilità di eseguire campionamenti (dovuta alle perdite di circolazione nella fase di approfondimento del pozzo), tuttavia sono in corso studi di fattibilità per il potenziale sfruttamento di questo sistema come EGS per la produzione di fluidi supercritici mediante iniezione di acqua da superficie. Il pozzo ha dato la possibilità di testare nuove tecnologie di perforazione, di logging, di misurazione di temperatura e piattaforme elettroniche progettate per condizioni di altissima temperatura e pressione.

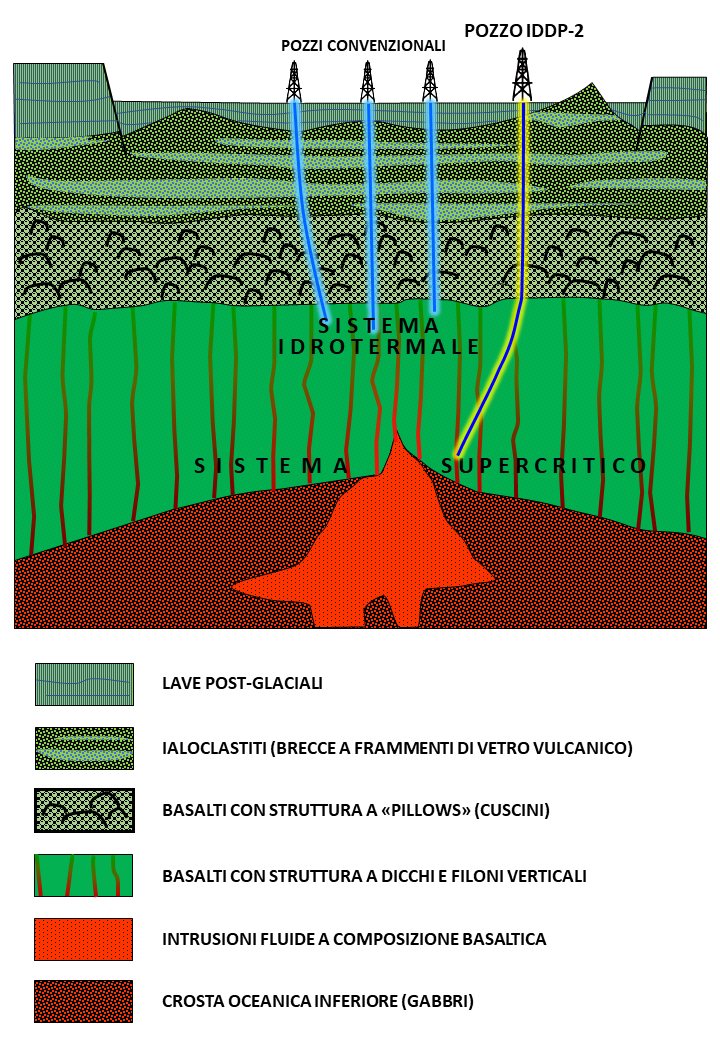
Schema concettuale (non in scala) del sottosuolo dell'area geotermica di Reykjanes (Islanda). Spiegazione nel testo

Un caso particolarmente studiato è inoltre quello del progetto Iceland Deep Drilling Project (IDDP), con il pozzo IDDP-1 situato nell'area geotermica di Krafla (Islanda settentrionale). Il progetto originale del pozzo prevedeva il raggiungimento di un probabile serbatoio di fluidi allo stato supercritico a circa 4500 m di profondità. Il pozzo tuttavia nel 2009 è terminato a 2096 m, ove ha intercettato un corpo magmatico riolitico fuso alla temperatura di circa 900 °C, ed è quindi stato interrotto (il magma ha invaso il foro, impedendo la prosecuzione della perforazione) e completato per produrre fluidi (vapore secco) in condizioni subcritiche dalla zona di contatto con l'intrusione magmatica. Dal 2011 il pozzo ha erogato vapore surriscaldato alla portata di 10–12 kg/s con temperatura e pressione rispettivamente di circa 450 °C e intorno a 145 bar. Il pozzo ha dovuto essere raffreddato per circa 6 mesi mediante circolazione di fluido da superficie per essere testato, e le prove di produzione condotte hanno indicato una probabile produzione di 36 MW di elettricità. Il pozzo ha prodotto per circa due anni, ma nel luglio 2012 la produzione dovette essere interrotta per riparazioni alla testa pozzo. Anche se l'obiettivo originario del pozzo non è stato raggiunto e il pozzo non è stato allacciato a un impianto industriale di produzione di energia elettrica, si tratta di un risultato notevole che ha provato la possibilità di produrre fluidi da sistemi di tipo magmatico in prossimità di intrusioni con temperature superiori a 500 °C.
Successivamente, è stato progettato un secondo pozzo, denominato IDDP-2, nell'ara geotermica di Reykjanes, nella penisola omonima situata in Islanda sud-occidentale. Si tratta di un pozzo direzionato che ha sfruttato per i primi 2500 m un pozzo verticale convenzionale precedentemente perforato. Il pozzo è iniziato nel 2016. Nel gennaio 2017, il pozzo ha raggiunto un serbatoio (non ancora testato) di fluidi effettivamente in condizioni supercritiche a circa 4500 m di profondità verticale, con temperature di più di 450 °C e una pressione di fluido di 340 bar (34 MPa), entro rocce basaltiche metamorfosate (facies di scisti verdi e anfiboliti).

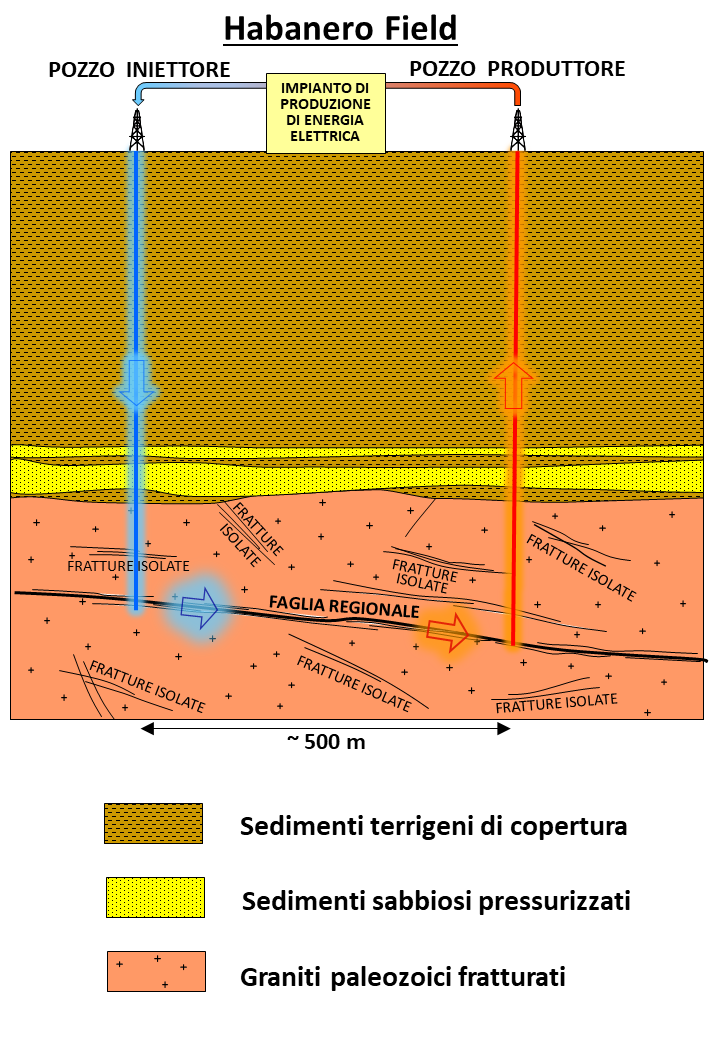
Schema concettuale (non in scala) del sottosuolo dell'area geotermica di Habanero (Australia). Spiegazione nel testo.

Un altro caso di notevole interesse riguarda il campo geotermico di Habanero in Australia centrale (Cooper Basin). Il progetto di sviluppo geotermico è iniziato nel 2000; il primo pozzo è iniziato nel 2003 e il campo era nel 2017 in fase di rilascio in quanto non sufficientemente economico, con una storia di circa 12 anni. Al di sotto di una serie terrigena l'obiettivo dei pozzi esplorativi e di sviluppo (in tutto 6 pozzi) era un batolite granitico naturalmente fratturato, di età carbonifera, a più di 4000 m di profondità dalla superficie. Il piano di sviluppo, configurato quindi fin dal principio come EGS, prevedeva la stimolazione del serbatoio granitico fratturato tramite iniezione idraulica di fluido pressurizzato allo scopo di incrementare la permeabilità del reticolo di fratture previsto. Le temperature registrate entro questo complesso intrusivo vanno da 230 °C a 264 °C, con un gradiente di temperatura di 31 °C/Km, indicante un flusso di calore decisamente attivo e una forte anomalia geotermica. Le fratture naturali del complesso granitico sono il risultato di una storia deformativa complessa: dagli studi condotti sulle acquisizioni log e dai risultati dei test di produzione effettuati risultano prevalentemente chiuse (non aperte come previsto) e scarsamente interconnesse, e test di iniettività hanno dimostrato che solamente le fratture aperte e permeabili possono essere adeguatamente stimolate; dai log di produzione, la maggiore connettività idraulica per frattura attraverso l'area di interesse è stata riscontrata in corrispondenza di una faglia regionale che decorre attraverso tutto il campo all'interno del batolite (di fatto il serbatioio geotermico di Habanero). Inoltre il reticolo di fratture si è rivelato in condizioni non realmente anidre ma contenente fluidi di formazione pressurizzati, con la necessità di mantenere il fluido di perforazione e di completamento sufficientemente denso e pesante per impedire l'eruzione dei pozzi. Nonostante queste difficoltà, due test di iniezione-produzione in circolo chiuso sono stati condotti tra i pozzi Habanero-1 (iniettore) e Habanero-3 (produttore), della durata di circa 2 mesi, e tra Habanero-1 (iniettore) e Habanero-4 (produttore), della durata di circa 6 mesi. I test sono stati condotti con successo, raggiungendo valori di circolazione di fluido rispettivamente di 15 e 19 kg/s, temperature di 212 °C e 215 °C, con portata stabilizzata. Il caso ha evidenziato soprattutto che il successo di un EGS in rocce fratturate è in gran parte legato alla distribuzione e alla permeabilità delle fratture e alla loro continuità idraulica.
Una significativa "lezione appresa" dai casi disponibili in letteratura è che i sistemi non convenzionali raramente appartengono a categorie univoche ma tendono a "sfumare" gli uni negli altri (ad esempio, sistemi petrotermali fratturati possono essere geopressurizzati; sistemi magmatici possono contenere fluidi supercritici in condizioni di alta pressione, ecc.), implicando quindi una somma di difficoltà tecniche.

In conclusione, le fonti non-convenzionali e in particolar modo i sistemi EGS sono considerati un elemento chiave per il futuro sviluppo del settore geotermico. Tuttavia, la metodologia di sviluppo di queste risorse appare ancora piuttosto immatura. In particolare, la capacità di gestione del serbatoio e di controllo della produzione da parte della tecnologia EGS deve essere testata e validata in un numero maggiore di contesti geologici rispetto a quelli attualmente disponibili; inoltre gli operatori nel settore dovrebbero raggiungere un maggiore controllo della tecnologia sia nel campo dell'estrazione di energia termica sia in quello della stimolazione, con riferimento soprattutto alla continuità della produzione e alla generazione di sismicità indotta.

### Produzione di energia elettrica
L'International Geothermal Association (IGA) ha calcolato che 10 715 megawatt (MW) di energia geotermica erano stati messi in rete in 24 paesi e che si prevedeva di generare 67 246 GWh di energia elettrica nel 2010. Questo rappresentava un aumento del 20% della capacità messa in rete rispetto al 2005. L'IGA prevedeva una crescita di 18 500 MW entro il 2015, grazie ai progetti attualmente presi in esame, spesso inerenti ad aree precedentemente considerate come poco sfruttabili.
Nel 2010 gli Stati Uniti sono divenuti leader mondiale nella produzione di energia elettrica di origine geotermica con 3 086 MW di capacità installata grazie alla presenza di 77 centrali elettriche. Il più grande gruppo di centrali geotermiche in tutto il mondo si trova a "The Geysers", un parco geotermico in California. Le Filippine sono il secondo più grande produttore con 1 904 MW di capacità. L'energia geotermica costituisce circa il 27% della produzione di energia elettrica filippina.
| Nazione               | Capacità (MW) 2007 | Capacità (MW) 2010 | Capacità (MW) 2020 | Percentuale sulla produzione elettrica nazionale 2010 | Percentuale sulla produzione geotermica globale 2010 |
| --------------------- | ------------------ | ------------------ | ------------------ | ----------------------------------------------------- | ---------------------------------------------------- |
| Stati Uniti d'America | 2 687              | 3 086              | 2 587              | 0,3                                                   | 28,2                                                 |
| Indonesia             | 992                | 1 197              | 2 131              | 3,7                                                   | 10,9                                                 |
| Filippine             | 1 969,7            | 1 904              | 1 928              | 27                                                    | 17,4                                                 |
| Turchia               | 38                 | 82                 | 1613               |                                                       | <1                                                   |
| Nuova Zelanda         | 471,6              | 628                | 984                | 10                                                    | 5,7                                                  |
| Messico               | 953                | 958                | 906                | 3                                                     | 8,7                                                  |
| Kenya                 | 128,8              | 167                | 824                | 11,2                                                  | 1,5                                                  |
| Italia                | 810,5              | 843                | 797                | 1,5                                                   | 7,7                                                  |
| Islanda               | 421,2              | 575                | 756                | 30                                                    | 5,2                                                  |
| Giappone              | 535,2              | 536                | 525                | 0,1                                                   | 4,9                                                  |
| Costa Rica            | 162,5              | 166                | 262                | 14                                                    | 1,5                                                  |
| El Salvador           | 204,2              | 204                | 204                | 25                                                    | 1,9                                                  |
| Nicaragua             | 87,4               | 88                 | 153                | 10                                                    | <1                                                   |
| Iran                  | 250                | 250                |                    |                                                       | 2,3                                                  |
| Russia                | 79                 | 82                 | 74                 |                                                       | <1                                                   |
| Papua-Nuova Guinea    | 56                 | 56                 | 56                 |                                                       | <1                                                   |
| Guatemala             | 53                 | 52                 | 49                 |                                                       | <1                                                   |
| Germania              | 8,4                | 6,6                | 40                 |                                                       | <1                                                   |
| Cile                  |                    |                    | 40                 |                                                       | <1                                                   |
| Honduras              |                    |                    | 39                 |                                                       | <1                                                   |
| Portogallo            | 23                 | 29                 | 29                 |                                                       | <1                                                   |
| Cina                  | 27,8               | 24                 |                    |                                                       | <1                                                   |
| Francia               | 14,7               | 16                 | 16                 |                                                       | <1                                                   |
| Croazia               |                    |                    | 10                 |                                                       | <1                                                   |
| Etiopia               | 7,3                | 7,3                | 7                  |                                                       | <1                                                   |
| Austria               | 1,1                | 1,4                | 1                  |                                                       | <1                                                   |
| Australia             | 0,2                | 1,1                | 0                  |                                                       | <1                                                   |
| Thailandia            | 0,3                | 0,3                | 0                  |                                                       | <1                                                   |
| TOTALE                | 9 981,9            | 10 959,7           | 14 050,0           |                                                       |                                                      |

Capacità di produzione di energia elettrica di origine geotermica installata a scala mondiale.

Le centrali elettriche geotermiche sono state tradizionalmente sviluppate in aree vulcaniche, caratterizzate dalla disponibilità di risorse geotermiche ad alta temperatura in prossimità della superficie o affioranti in superficie. Lo sviluppo di centrali a ciclo binario e i miglioramenti nella capacità di perforazione e nella tecnologia estrattiva, hanno permesso di estendere le zone geografiche dove sia possibile usufruire di questo tipo di energia. Progetti pilota tipo EGS sono operativi a Landau in der Pfalz, Germania e Soultz-sous-Forêts, Francia, mentre un progetto simile iniziato a Basilea, in Svizzera è stato chiuso definitivamente nel 2009 a causa della sismicità indotta dall'attività di stimolazione per fratturazione. Altri progetti sono stati avviati con varia fortuna in Australia, nel Regno Unito e negli Stati Uniti d'America.
Il rendimento delle centrali elettriche geotermiche di media e bassa entalpia è intorno al 10-23 %, poiché i fluidi geotermici non raggiungono le alte temperature del vapore prodotto dalle caldaie, diversamente da quando accade a Larderello, dove la produzione avviene sfruttando il vapore naturale. Come in tutti i generatori di energia elettrica basati sullo sfruttamento di una fonte di calore, le leggi della termodinamica limitano l'efficienza dei motori termici nell'estrazione di energia utile. Nelle macchine termiche il calore di scarico, anziché essere disperso, può essere utilizzato direttamente e localmente, per esempio nelle serre, nelle segherie, e per il teleriscaldamento. Poiché l'energia geotermica non si basa su fonti di energia variabili, a differenza, per esempio, dell'energia eolica o dell'energia solare, il suo fattore di capacità può essere piuttosto grande. È stato dimostrato poter essere fino al 96%. La media globale è stata del 73% nel 2005.

### Costi

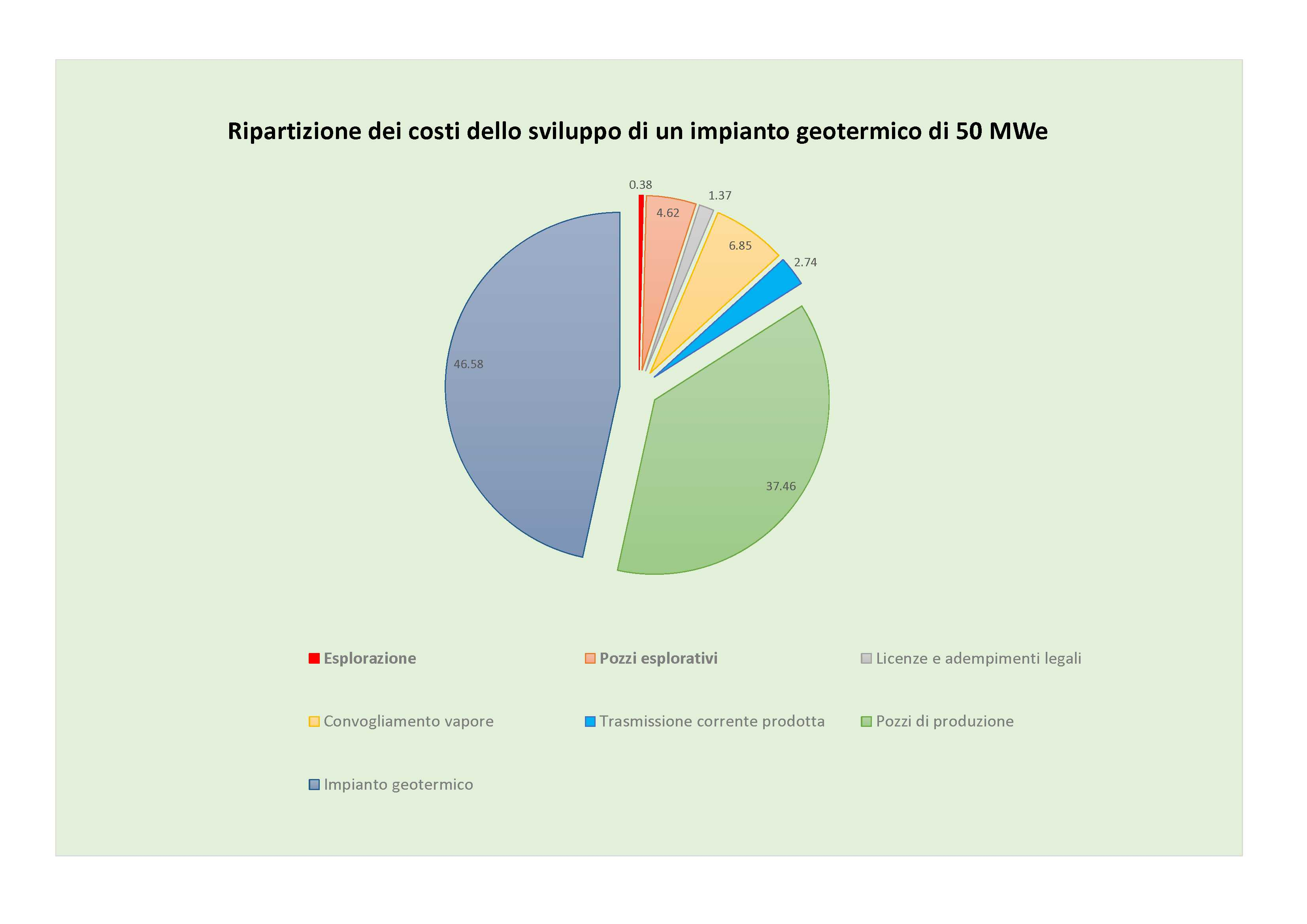
Ripartizione stimata dei costi per realizzare/sviluppare una centrale geotermica con una potenza di 50 MWE - stime del 2008 (GEOTHERMAL TECHNOLOGIES -MARKET REPORT U.S. Department of Energy (DOE) Geothermal Technologies MARKET REPORT)

Lo sviluppo di un campo geotermico richiede un elevato impiego iniziale di capitale a cui segue un costo operativo relativamente basso. La tabella seguente (2011) riporta la suddivisione percentuale dei costi medi su base mondiale di un progetto termoelettrico da 10-50 MWe.
| Componenti di costo (CAPEX)                                                                                           | Incidenza sul costo totale di costruzione (%) |
| --- | --------------------------------------------- |
| Attività minerarie di reperimento e produzione del fluido geotermico (esplorazione, pozzi, logging, campionamenti...) | 45 - 50                                       |
| Trasporto del fluido dai pozzi alla centrale (acquedotti, vapordotti)                                                 | 5 - 10                                        |
| Impianto di generazione (opere civili, gruppi turboalternatori, torri di raffreddamento...)                           | 25 - 30                                       |
| Altri costi (progettazione impianti, gestione, costi finanziari, compensazione ambientale...)                         | 15 - 20                                       |

La valutazione economica di questo sviluppo deve tener conto di un certo numero di fattori: la topografia e l'area geografica dove costruire l'impianto, la geologia del giacimento geotermico e la sua valutazione ed infine il tipo di impianto da realizzare. La maggior parte dei costi è assorbita dall'attività di esplorazione e sviluppo (costi di prospezione geologica e sismica, perforazione dei pozzi e attività di logging, prove di produzione e misure a testa pozzo), seguita dalla costruzione dell'impianto di generazione elettrica, in gran parte costruito con materiali speciali anti corrosione, quello per la costruzione delle tubazioni per il trasporto dei geofluidi agli impianti, i collegamenti con le linee di distribuzione della corrente; i rimanenti costi sono distribuiti tra le attività di progettazione, i costi finanziari, le pratiche per ottenere e gestire i permessi governativi, eventuali compensazioni ambientali dovute ad enti locali e privati, imprevisti. La profondità dei pozzi ha un notevole impatto sui costi totali. Ad esempio in Italia l'aumento della profondità dei pozzi geotermici dall'inizio del secolo (campi di Larderello, Travale-Radicondoli, Bagnore e Piancastagnaio), con una media attuale di circa 2700 m, ha portato i costi totali di produzione ad aumentare del 15-20% oltre la soglia del dato medio mondiale, fino al 55%..

Dati relativi ai costi specifici di impiantistica (impianti di generazione energetica tipo flash e a ciclo binario) riportano come voci principali l'equipaggiamento meccanico (intorno al 50%) e i costi indiretti (16-26%); segue il TOC (11-21%); i costi restanti riguardano soprattutto la costruzione delle infrastrutture civili e le forniture elettriche per l'impianto.
Quantificare in termini monetari questi costi non è facile in quanto dipendono ovviamente dall'entità del progetto e dai fattori locali geologici, infrastrutturali ed economici dell'area coinvolta, e inoltre su di essi incidono fortemente i costi dei materiali, i costi di perforazione dei pozzi (e di tutto l'indotto ad essi collegato), oltre che i costi dell'energia e delle materie prime su base mondiale, che sono soggetti a fluttuazioni macroeconomiche di difficile previsione. Premesso ciò, per un progetto geotermoelettrico con capacità installata di 10-50 MWe, il costo unitario oscilla tra 2 e 4 M€/MWe, con un valore complessivo tra alcune decine di M€ e 200 M€; per progetti con capacità superiore il costo unitario tende a diminuire del 15%-20% circa. Si tratta però di stime relative al primo decennio del XXI secolo che, per quanto sopra riportato, sono soggette a variazione soprattutto in funzione dell'incremento progressivo della profondità media dei pozzi per geotermia (che tende ad aumentare esponenzialmente i costi). Il rapido sviluppo della tecnologia di perforazione e di gestione della produzione dovrebbe costituire un fattore di riduzione dei costi stessi, fino al 20% circa. Tuttavia, il fattore principale che determina l'economicità di un progetto geotermoelettrico è in ultima analisi sempre il valore economico dei fluidi estratti (in termini di energia producibile) in rapporto al costo dei combustibili fossili.

### Vantaggi e aspetti di criticità
L'estrazione di energia geotermica comporta una elevata sostenibilità a tempi medio-brevi (fino a decine di anni), se sfruttata in modo razionale con una corretta pianificazione dell'iniezione di fluido esausto; la sostenibilità della produzione su tempi più lunghi è maggiormente critica, soprattutto per i sistemi a vapore dominante per i quali non si ha in genere un ripristino completo della produzione iniziale anche con l'iniezione. La re-iniezione dei fluidi è comunque fondamentale per assicurare la sostenibilità della produzione, ma è richiesta una corretta pianificazione del numero, della disposizione e della profondità dei pozzi iniettori, oltre che della pressione e della portata del fluido iniettato, per evitare il raffreddamento eccessivo delle rocce del serbatoio e la generazione di sismi indotti. Inoltre, nell'industria geotermica in genere il rilascio di gas e particolato solido (polveri sottili) è minore rispetto alle emissioni prodotte dalle fonti di energia convenzionali, e quindi si ha un minor inquinamento dell'ambiente circostante.
D'altro canto, la realizzazione e il mantenimento delle strutture di un progetto geotermico possono implicare effetti con impatto ambientale, che devono essere monitorati e minimizzati:
- disturbi di superficie dovuti alle strade di accesso, a linee elettriche o condotte dei fluidi, o all'impianto stesso;
- effetti fisici come la subsidenza, effetti sulle manifestazioni superficiali dovuti alla produzione dei fluidi, sismicità indotta, impatto paesaggistico delle strutture;
- inquinamento acustico (durante la perforazione dei pozzi e le operazioni);
- inquinamento termico dovuto a fluidi ad alta temperatura e vapore rilasciati dai pozzi e dagli impianti;
- inquinamento chimico, dovuto a depositi di rifiuti liquidi e solidi, emissioni gassose, radioattività naturale;
- impatto sulla flora e la fauna.

Come si vede, alcuni di questi effetti sono comuni alla maggior parte delle attività cantieristiche e minerarie, altri sono peculiari di questo tipo di attività. Tra questi ultimi in particolare vi sono tre fattori con impatto potenzialmente elevato.
- Inquinamento da sostanze tossiche presenti nelle acque di giacimento. Non è possibile escludere del tutto il rischio di inquinamento del territorio per la possibile immissione nell'area di elementi tossici come zolfo, mercurio e arsenico, oppure di gas tossici come anidride carbonica (CO2), idrogeno solforato (H2S) o radon e in alcuni casi ammoniaca (NH3), metano (CH4), azoto (N2) monossido di carbonio (CO) e idrogeno (H2) presenti nei geofluidi. Si tratta dei gas non condensabili (NCG - non-condensable gas), cosiddetti perché non condensano insieme al vapore acqueo negli impianti, rimanendo allo stato gassoso.[86]. Il tipo di emissioni varia anche fortemente a seconda del sito geologico e del chimismo dei geofluidi stessi. Per questo motivo le aree di produzione di energia geotermica devono essere sottoposte a verifiche ambientali continue[87]. La tecnologia di estrazione dell'energia dai geolfluidi ha a sua volta un impatto sulle emissioni atmosferiche: gli impianti tipo flash o a utilizzo diretto di vapore presentano i rischi maggiori perché il vapore e i gas associati sono convogliati direttamente alle turbine, mentre gli impianti di tipo binario permettono un più sicuro circolo chiuso[47]. La presenza di sostanze tossiche richiede opportuni impianti di abbattimento, soprattutto per quanto riguarda l'idrogeno solforato, tra quelli riportati il gas a più elevata tossicità per l'organismo umano e per l'ambiente[88]. L'anidride carbonica è il più frequente degli NCG, potendone costituire fino al 90% in volume; segue l'idrogeno solforato con un range piuttosto variabile (intorno al 20-35%)[47]. Il metodo più semplice per impedire il rilascio dei gas NCG nell'atmosfera è la re-immissione totale dei fluidi geotermici nel serbatoio, che implicherebbe però l'adozione sistematica di impianti a ciclo binario, con necessità di investimenti più elevati e una resa complessivamente minore. Una strategia alternativa è la purificazione dei gas NCG e la successiva compressione e liquefazione dell'anidride carbonica (che per altro è in sé una risorsa mineraria impiegata in vari processi industriali come acqua e bevande gassate, surgelazione degli alimenti, neutralizzazione delle acque reflue e saldatura). L'idrogeno solforato e il mercurio (presenti in quantità significative ad esempio nei giacimenti geotermici toscani) vengono abbattuti mediante sistemi di filtrazione e processi di tipo catalitico[85].
- Subsidenza indotta. La subsidenza indotta dall'emungimento dei geofluidi è di entità molto variabile e dipende dalla natura delle rocce di copertura sovrastanti il serbatoio: taluni giacimenti non presentano significativi incrementi della subsidenza, in altri casi (ad esempio in alcuni campi geotermici della Nuova Zelanda, in cui la copertura è costituita da rocce particolarmente comprimibili) si sono avuti abbassamenti del suolo fino a una quindicina di metri. In questo caso il fenomeno è stato contrastato efficacemente mediante la re-iniezione del liquido esausto, che ha ridotto l'abbassamento ad alcune decine di mm/anno[89]. In altri casi, come nel giacimento di Landau in Germania è stato viceversa osservato un sollevamento, nel caso citato di ordine centimetrico (in media 5 cm/anno nell'area dell'impianto) in conseguenza dell'attività di stimolazione connessa allo sviluppo del campo[90].
- Sismicità indotta. Un altro importante elemento di cui tener conto è la sismicità indotta dalle applicazioni geotermiche, con riferimento alle tecniche di iniezione di fluidi. Questo elemento può avere un ruolo importante soprattutto nei sistemi EGS in cui si utilizzano tecniche di stimolazione per fratturazione mediante iniezione di fluidi in pressione. Comunemente questi episodi sismici occorrono subito dopo eventi di stimolazione e sono normalmente di magnitudo intorno a ML 2, al di sotto della soglia di avvertimento da parte della popolazione, anche se nell'area di siti geotermici presso Landau[91], Soultz-sous-Forêts[92] e Basilea, nell'alta Valle del Reno, sede di progetti avanzati petrotermali EGS, sono stati registrati episodi sismici indotti dovuti ad attività di stimolazione, che nel caso specifico di Basilea, nel 2006, sono arrivati ad un massimo di ML 3.4; l'evento in questione è stato avvertito dalla popolazione su una vasta area e ha causato lievi danni; è stato seguito inoltre da tre repliche (aftershocks) con ML > 3[93]. Tutto questo ha portato alla sospensione del progetto e alla sua chiusura nel 2009 dopo una analisi del rischio[94]. Un progetto di tipo idrotermale, ma simile a quello di Basilea per profondità (intorno a 4500 m) è stato iniziato sempre in Svizzera a San Gallo nel 2009 e chiuso nel 2014; in questo caso si è prodotto un sisma di M 3.5 nel 2013, dovuto alla riattivazione di una importante faglia che costituiva l'obiettivo del progetto con l'acquifero collegato. La faglia era stata considerata inattiva in sede di progetto data l'assenza di sismicità recente[95]. D'altro canto, l'analisi della sismicità delle aree storiche di sfruttamento geotermico (le colline metallifere toscane, l'area del Monte Amiata e il Lazio settentrionale) indica che non vi è una correlazione tra lo sviluppo dell'industria geotermica convenzionale e la frequenza di sismi di media-elevata magnitudo; quindi in questo caso il processo industriale non ha modificato in modo sostanziale il processo naturale sismogenetico, ad eccezione della micro-sismicità generata presso i pozzi iniettori entro i giacimenti[42]. In generale, in base alle conoscenze attuali, la stimolazione richiesta per lo sviluppo di progetti geotermici EGS ha una maggiore attitudine a creare eventi sismici di elevata magnitudine rispetto alla stimolazione utilizzata per i giacimenti di idrocarburi (olio e gas), e la sismicità indotta è maggiore per le rocce cristalline (ignee e metamorfiche) rispetto alle rocce sedimentarie[96]. La distribuzione spazio-temporale della sismicità indotta di solito indica una migrazione dalle vicinanze del pozzo ad una certa distanza con la progressione dell'iniezione di fluido, accompagnata da una variazione del rapporto tra onde sismiche P e onde S[97]; l'entità degli effetti superficiali generalmente decresce con l'aumento della profondità a cui avviene la stimolazione, anche se non vi è una chiara relazione tra la profondità del serbatoio e il numero o la magnitudine degli eventi sismici generati[98]. La magnitudine di tali eventi è più strettamente associata ai volumi di fluido iniettato; inoltre l'immissione dei fluidi di stimolazione provoca la diminuzione della resistenza agli sforzi di taglio della roccia, favorendo la mobilizzazione di faglie esistenti in presenza di un campo di sforzo attivo[89]. Il progetto geotermico dovrebbe quindi prevedere un accurato studio dell'assetto strutturale del sottosuolo al fine di accertare la presenza di faglie che potrebbero essere mobilizzate dalla stimolazione, oltre che del campo di stress in situ; è raccomandata inoltre la disposizione sismometri di superficie e di sensori (geofoni) in pozzo al fine di migliorare il rapporto tra segnale sismico e background per il riconoscimento e il monitoraggio degli eventi di sismicità indotta[97].

## Diffusione

### Nel mondo

Planisfero in cui sono evidenziate le nazioni con impianti geotermici e/o con progetti di sviluppo geotermico.

Il numero di nazioni che oggi utilizzano l'energia geotermica per generare elettricità è ancora esiguo rispetto ai molti paesi che utilizzano le loro risorse termiche per il teleriscaldamento o il riscaldamento degli ambienti, per l'agricoltura e l'acquacoltura o per l'industria leggera, anche se gli studi di fattibilità sono in crescita su scala mondiale. All'anno 2020, i Paesi con la maggiore capacità geotermica totale installata per la produzione di energia elettrica (in ordine decrescente) sono: Stati Uniti, Indonesia, Filippine, Turchia, Nuova Zelanda, Messico, Italia, Kenya, Giappone e Costa Rica.
Gli Stati Uniti sono di gran lunga il leader mondiale, con 3700 MWe installati al 2020 e le risorse geotermiche operative concentrate negli stati occidentali e in Alaska.
Il Messico è un altro paese nelle Americhe in cui la geotermia ha un notevole sviluppo con cinque campi in produzione e una capacità installata di 1005,8 MWe al 2020. La capacità installata ha avuto un decremento di circa 1,1% rispetto al 2015, a fronte però di una crescita del 13% dell'energia generata per operazioni di ottimizzazione della produzione e degli impianti.
L'Indonesia (2289 MWe al 2020) ospita quattro delle più grandi centrali elettriche del mondo; in particolare l'impianto di Gunung Salak (Giava occidentale) è la più grande con 375 MWe. Questo paese ha di recente fatto un poderoso balzo in avanti in termini di potenza installata (949 MWe in più dal 2015). Al ritmo con cui l'Indonesia ha intenzione di sviluppare altre risorse geotermiche, abbondanti in questo paese caratterizzato da intenso vulcanismo di arco insulare, è possibile che superi gli Stati Uniti e diventi il leader del mercato globale entro il decennio 2020-2030.

Anche la Turchia (2289 MWe al 2020) nel periodo 2015-2020 ha aggiunto ben 1152 MWe rispetto al decennio precedente.

Un'altra area nella quale l'industria geotermica è molto promettente è quella del Rift dell'Africa orientale, caratterizzato appunto da intenso vulcanismo di rift, nella quale il Kenya ha totalizzato al 2020 1193 MWe installati, con un guadagno di 599 MWe a partire dal 2015. Nello stesso contesto, l'Etiopia risulta uno dei paesi più attivi prospettivamente e progettualmente, pur con una capacità ancora ridotta (7,3 MWe). 

Tra le aree in cui è previsto nei decenni a venire un forte incremento dell'industria geotermica riveste un ruolo primario la Cina il cui sviluppo è stato tardivo rispetto ad altre nazioni ma molto rapido dai primi anni del secolo; anche se la capacità elettrica installata è ancora bassa (34,89 MWe al 2020), il governo cinese promuove attivamente i progetti geotermici (anche EGS) e ha avviato una campagna massiva di sfruttamento delle sorgenti a bassa entalpia con l'installazione capillare di pompe di calore.
 
L'Islanda, largamente citata nel contesto, non è in realtà tra i primi paesi in valore assoluto per capacità installata (755 MWe al 2020, con 90 MWe guadagnati nel quinquennio 2015-2020), anche se in rapporto al territorio e alla popolazione è senza dubbio all'avanguardia nello sfruttamento della geotermia, provvedendo con essa al 62% del fabbisogno nazionale. Tra le acquisizioni recenti di maggiore rilievo (2016-2017) vi è l'impianto tipo single flash di Theistareykir, nel nord del paese, con 45 MWe, operante con fluidi alla temperatura di 178 °C, in grado di erogare 738 GWh/anno. Di notevole interesse il progetto IDDP (Iceland Deep Drilling Project) per lo sviluppo di risorse supercritiche ed EGS, già esposto in questo articolo.

Viceversa, un paese in cui lo sviluppo della geotermia segna il passo dopo un avvio promettente tra fine '900 e inizio del nuovo secolo è l'Australia, in cui tutti i progetti geotermici sviluppati prima del 2015 sono stati dismessi per ragioni di scarsa economicità (inclusi gli interessanti progetti EGS nel Cooper Basin, come il già citato campo di Habanero). L'abbandono della geotermia è avvenuto soprattutto in favore del solare fotovoltaico. Un paio di impianti geotermici a ciclo binario che dovrebbero utilizzare acque a 80-90 °C prese da pozzi esistenti, al 2020 ancora non operativi, sono stati programmati nel Queensland
In questo quadro, l'Italia nel quinquennio 2015-2020 è rimasta sostanzialmente priva di un incremento significativo di capacità installata (ovvero senza nuovi impianti di produzione di energia elettrica), anche se è stata portata avanti da un lato l'attività di perforazione di nuovi pozzi per il mantenimento della produzione di fluidi e dall'altra l'attività di ottimizzazione della produzione nelle aree già in esercizio (soprattutto nei campi della Toscana meridionale), con un congruo aumento dell'energia prodotta (da 5660 a 6100 GWh/anno). È stata portata avanti anche l'attività esplorativa verso sorgenti supercritiche ed EGS (progetto Descramble su Larderello, già citato).
| Nazione            | MWe installati 2015 | Energia prodotta GWh/anno 2015 | MWe installati 2020 | Energia prodotta GWh/anno 2020 | Incremento di MWe 2015-2020 |
| ------------------ | ------------------- | ------------------------------ | ------------------- | ------------------------------ | --------------------------- |
| Argentina          | 0                   | 0                              | 0                   | 0                              | 0                           |
| Australia          | 1,1                 | 0,5                            | 0,6                 | 1,7                            | -0,5                        |
| Austria            | 1,4                 | 3,8                            | 1,3                 | 2,2                            | -0,2                        |
| Belgio             | 0                   | 0                              | 0,8                 | 2                              | 0,8                         |
| Cile               | 0                   | 0                              | 48                  | 400                            | 48                          |
| Cina               | 27                  | 150                            | 34,9                | 174,6                          | 7,9                         |
| Costa Rica         | 207                 | 1 511                          | 262                 | 1 559                          | 55                          |
| Croazia            | 0                   | 0                              | 16,5                | 76                             | 16,5                        |
| El Salvador        | 204                 | 1 442                          | 204                 | 1 442                          | 0                           |
| Etiopia            | 7,3                 | 10                             | 7,3                 | 58                             | 0                           |
| Filippine          | 1 870               | 9 646                          | 1 918               | 9 893                          | 48                          |
| Francia            | 16                  | 115                            | 17                  | 136                            | 1                           |
| Germania           | 27                  | 35                             | 43                  | 165                            | 16                          |
| Giappone           | 519                 | 2 687                          | 550                 | 2 409                          | 31                          |
| Guatemala          | 52                  | 237                            | 52                  | 237                            | 0                           |
| Honduras           | 0                   | 0                              | 35                  | 297                            | 35                          |
| Indonesia          | 1 340               | 9 600                          | 2 289               | 15 315                         | 949                         |
| Islanda            | 665                 | 5 245                          | 755                 | 6 010                          | 90                          |
| Italia             | 916                 | 5 660                          | 916                 | 6 100                          | 0                           |
| Kenya              | 594                 | 2 848                          | 1 193               | 9 930                          | 599                         |
| Messico            | 1 017               | 6 071                          | 1 005,8             | 5375                           | -11,2                       |
| Nicaragua          | 159                 | 492                            | 159                 | 492                            | 0                           |
| Nuova Zelanda      | 1 005               | 7 000                          | 1 064               | 7 728                          | 59                          |
| Papua Nuova Guinea | 50                  | 432                            | 11                  | 97                             | -39                         |
| Portogallo         | 29                  | 196                            | 33                  | 216                            | 4                           |
| Russia             | 82                  | 441                            | 82                  | 441                            | 0                           |
| Taiwan             | 0,1                 | 1                              | 0,3                 | 2,6                            | 0,2                         |
| Turchia            | 397                 | 3 127                          | 1 549               | 8 168                          | 1 152                       |
| Ungheria           | 0                   | 0                              | 3                   | 5,3                            | 3                           |
| USA                | 3 098               | 16 600                         | 3 700               | 18 366                         | 602                         |

### In Italia

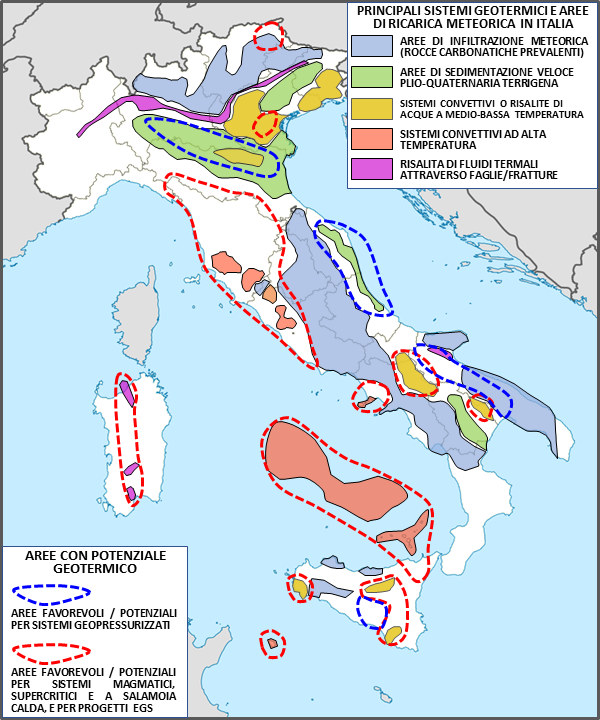
Mappa delle aree in Italia interessate da sistemi geotermici, con l'indicazione delle principali potenzialità di sviluppo non convenzionale.

Per la notevole complessità dell'assetto geologico dell'Italia, il potenziale geotermico presente nel nostro paese a profondità accessibili dal punto di vista economico e tecnologico è notevole, e include sia i sistemi convenzionali che quelli non convenzionali. Tuttavia, la loro distribuzione non è uniforme nel territorio italiano e dipende da diversi fattori:
- la distribuzione del flusso di calore, che dipende soprattutto dalla presenza di corpi magmatici a profondità ridotta: Il flusso di calore è particolarmente elevato nell'area dei Colli Euganei, nella fascia tirrenica della penisola corrispondente alle province magmatiche toscana, laziale e campana, nell'area dell'Arco Eoliano, Altopiano Ibleo e Madonie, apparato dell'Etna, e nell'area impostata su crosta oceanica del Tirreno meridionale;
- la distribuzione di elementi strutturali come fratture e faglie che facilitano la risalita di fluidi termali, come nella fascia pedealpina meridionale e in alcune zone della Sardegna (soprattutto il graben del Campidano) e della Puglia garganica;
- la presenza nelle adiacenze di aree di infiltrazione meteorica che possano ricaricare gli acquiferi profondi, corrispondenti principalmente ad aree di affioramento di rocce carbonatiche solubili e permeabili, come le Alpi meridionali, l'Appennino centro-meridionale (Calabria esclusa), la Puglia salentina e garganica;
- per i sistemi geopressurizzati, la presenza di aree a forte subsidenza e sedimentazione veloce che possano generare condizioni di alta pressione litostatica in acquiferi confinati, condizioni che si realizzano soprattutto nella Pianura Padana centro-orientale, oltre che nella fascia costiera marchigiano-abruzzese e della Puglia settentrionale, e nel bacino di Caltanissetta in Sicilia.

In particolare, le risorse con temperature abbastanza elevate da poter essere utilizzate per la produzione di energia elettrica sono concentrate soprattutto nella fascia costiera tirrenica e subappenninica toscana, laziale e campana e sulle isole vulcaniche attualmente e recentemente attive del Tirreno meridionale e del Canale di Sicilia. Attualmente però le uniche aree effettivamente sfruttate allo scopo sono quelle situate nella Toscana meridionale, nelle provincie di Pisa, Siena e Grosseto (colline metallifere toscane e area del Monte Amiata).

Sono particolarmente prolifici i campi, situati nelle colline metallifere, di Larderello (250 km2 e circa 200 pozzi di produzione) e Radicondoli-Travale (50 km2, con una trentina di pozzi di produzione), che comunque afferiscono ad uno stesso sistema geotermico di tipo idrotermale a circa 2500–4000 m di profondità, con produzione di vapore surriscaldato a 300-350 °C da sistemi di fratture; nell'area dell'Amiata si distinguono i campi di Bagnore e Piancastagnaio, i cui fluidi, costituiti da una miscela bifase di acqua calda e vapore a 300-350 °C e 200 bar di pressione, provengono soprattutto da un serbatoio profondo (2500–4000 m) costituito da rocce metamorfiche fratturate. Tutti questi campi hanno raggiunto nel 2010 una potenza installata complessiva di 882,5 MWe.

Nella valle del Cornia, sempre in Toscana meridionale (Castelnuovo Val di Cecina), è stato avviato tra il 2015 e il 2016 il primo impianto al mondo a integrare due fonti rinnovabili, ovvero geotermia e biomasse. In quest'area infatti era già presente una centrale geotermica da 20 MW che lavorava a potenza ridotta rispetto alle sue potenzialità per la relativamente bassa entalpia del vapore umido estratto: è stato così riutilizzato lo stabile di una centrale dismessa adiacente a quella ancora in funzione, per costruire una caldaia alimentata a cippato proveniente dal periodico taglio forestale entro il territorio circostante, che surriscalda il vapore (da 150-160 °C a 370-380 °C) prima di immetterlo nella centrale già attiva, aumentando così la produzione di oltre 6 MW grazie alla maggiore entalpia del vapore immesso e incrementandone altresì la resa grazie alla minore umidità.
I sistemi geotermici del Lazio settentrionale fanno capo a quattro grandi complessi vulcanici: i Monti Volsini, l'area del Lago di Vico, i Monti Sabatini e i Colli Albani, sede di un cospicuo flusso di calore e caratterizzati dalla presenza abbondante di gas e vapore concentrati nella parte più elevata dei serbatoi (gas cap); in questo comprensorio è stato attivo dal 1999 al 2003 il campo di Latera (15 pozzi di cui 8 produttori e una centrale di 40 MW), successivamente chiuso, nonostante le notevoli potenzialità del sistema, per l'eccessiva emissione di gas (soprattutto CO2) e la deposizione incontrollabile di carbonato di calcio negli impianti. Nell'area di Torre Alfina (Acquapendente), nello stesso contesto geologico, è presente un impianto pilota
A Ferrara, l'energia distribuita dalla rete di teleriscaldamento della città, nel 2011 è stata prodotta per il 42% dall'impianto geotermico ubicato in località Cassana, che sfrutta la presenza nel sottosuolo di una anomalia geotermica con acqua alla temperatura di circa 100 °C a profondità relativamente bassa, sfruttabile tramite pozzi appositamente perforati.

## Curiosità
Il Guinness dei primati 1988 riportava: «il reparto Perforazioni dell'Enel di Larderello, ha compiuto a Sasso Pisano provincia di Pisa, la trivellazione di un pozzo geotermico che ha raggiunto, il 3 dicembre 1979, la profondità massima di 4093 m. Il pozzo denominato "Sasso 22" è stato realizzato tra l'8 marzo 1978 e il 24 gennaio 1980 da un punto posto a 415 m s.l.m.».
Il pozzo per ricerca geotermica più in alto al mondo è iniziato nel gennaio 2012 e attualmente è in perforazione in Cile nel "Volcan Olca" a 5167 m s.l.m.